# Marlene Dietrich
Pour les articles homonymes, voir Dietrich.
Marie Magdalene Dietrich, dite Marlene Dietrich [maɐ̯ˈleːnə ˈdiːtʁɪç]  (parfois francisé en Marlène Dietrich [maʁlen djetʁiʃ ]), née le 27 décembre 1901 dans l'arrondissement de Schöneberg, à Berlin, et morte le 6 mai 1992 à Paris 8e, est une actrice et chanteuse allemande naturalisée américaine.
Après s'être destinée à une carrière musicale dans un premier temps, elle se tourne vers le théâtre et le cinéma au début des années 1920. Lancée par le film L'Ange bleu de Josef von Sternberg, produit par l'Universum Film AG en 1930, elle est repérée par le studio américain Paramount et poursuit sa carrière à Hollywood. Sa collaboration artistique avec Josef von Sternberg produit sept films dont Morocco (1930), Shanghaï Express (1932) ou L'Impératrice rouge (1934), faisant de l'actrice l'incarnation parfaite de la femme fatale.
Par la suite, elle tourne avec les plus grands réalisateurs, dans divers genres de films. La comédie avec Ernst Lubitsch (Angel, 1937), René Clair (La Belle Ensorceleuse, 1941) ou Billy Wilder (La Scandaleuse de Berlin, 1948), le western avec George Marshall (Femme ou Démon, 1939) ou Fritz Lang (L'Ange des maudits, 1952), le film policier avec Alfred Hitchcock (Le Grand Alibi, 1950), Billy Wilder (Témoin à charge, 1957) ou Orson Welles (La Soif du mal, 1958).
Elle s'engage contre le nazisme dès les années 1930, et participe activement à la Seconde Guerre mondiale entre 1944 et 1945, rendant célèbre la chanson Lili Marleen, et obtenant en 1947 la médaille de la Liberté, plus haute distinction militaire américaine que peut recevoir un civil. Alors que ses rôles au cinéma se font moins nombreux, elle se tourne vers la radio puis vers le music-hall, faisant le tour du monde avec son tour de chant entre 1953 et 1975.
Pour protéger son image, elle vit les quinze dernières années de sa vie recluse, dans son appartement du 12, avenue Montaigne à Paris, refusant de se faire photographier, tout en restant présente médiatiquement.
Marlene Dietrich marque aussi son époque par son style et son élégance au cours de ses apparitions publiques, s'habillant chez les grands couturiers français, notamment Hermès, Dior, Chanel ou Balenciaga. Surnommée « L'Ange bleu » ou « La Vénus blonde », elle est classée en 1999 par l’American Film Institute à la neuvième place des actrices de légende.

## Biographie

### Enfance
Marie Magdalene Dietrich naît le 27 décembre 1901 à Schöneberg (aujourd'hui un quartier de Berlin), au numéro 65 de la Sedanstraße (aujourd'hui Leberstraße), dans le quartier de la Rote Insel, de Louis Erich Otto Dietrich (1868-1908), lieutenant de la police impériale prussienne, et de Wilhelmina Elisabeth Joséphine Felsing (1876-1945), riche héritière d'une famille d'horlogers. Le couple, qui s'est marié en décembre 1898, a déjà une première fille, Elisabeth, née en 1900.
Ils donnent à leurs deux jeunes filles une éducation très stricte, entièrement basée sur la discipline. Celles-ci prennent notamment des cours de maintien, des leçons de français et d'anglais. Alors que sa sœur aînée est une enfant obéissante, Marie Magdalene Dietrich est plus dissipée et s'envisage espionne ou artiste. C'est dans cette perspective qu'elle contracte ses deux premiers prénoms en Marlene. Elle perd son père le 5 août 1908. Les biographies divergent sur les circonstances de sa mort : il est probablement emporté par la syphilis après être entré dans un sanatorium.
Sa mère se remarie en 1916 avec le meilleur ami de celui-ci, Eduard von Losch, capitaine de cavalerie, qui meurt sur le front de l'Est en juillet 1917 lors de la Première Guerre mondiale, sans avoir eu le temps d'adopter officiellement ses deux belles-filles.

### Formation et études

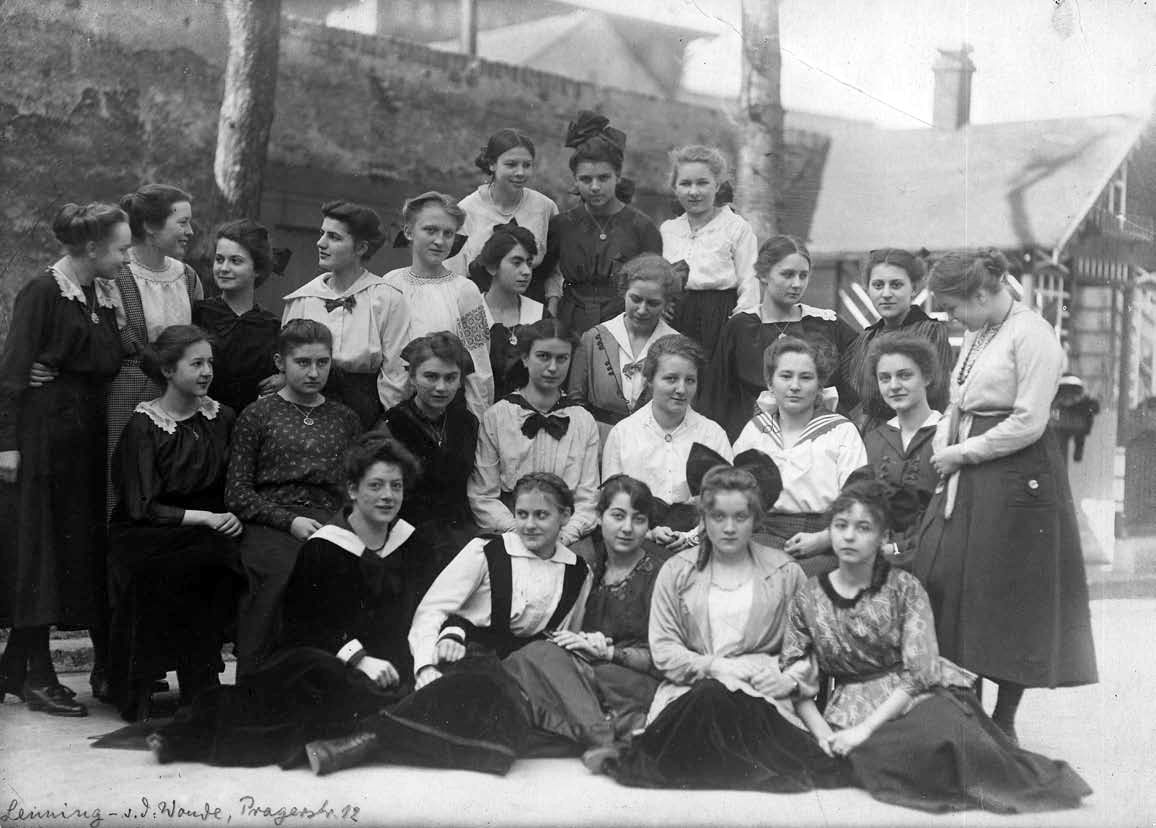
Maria Magdalena Dietrich à l'école, en 1918 (la deuxième au premier rang, en partant de la droite).

Marlene Dietrich fréquente l’école des filles Auguste-Viktoria de 1907 à 1917 puis est diplômée de l’école Victoria-Luise (actuel lycée Goethe (de)). Elle cultive parallèlement ses dons pour la musique et le chant. En 1918, elle s'inscrit à l'École supérieure de musique Franz-Liszt de Weimar et prend des cours privés de violon avec le professeur suisse Robert Reitz, qui devient son premier amant. Elle envisage une carrière de violoniste de concert, mais doit abandonner l'usage intensif de cet instrument à la suite d'une blessure au poignet (ganglion douloureux ou inflammation du ligament de l'annulaire gauche selon les biographies). Elle jouera plus tard de la scie musicale quand elle attendait son tour pour jouer une scène. Son premier emploi est celui de violoniste dans un orchestre qui accompagne la projection de films muets dans un cinéma de Berlin.

### Débuts
« Marlene Dietrich refuse de parler de ses débuts de comédienne, c'est-à-dire de la période comprise entre 1922 et 1930. Ce n'est pas négociable. »

— Louis Bozon

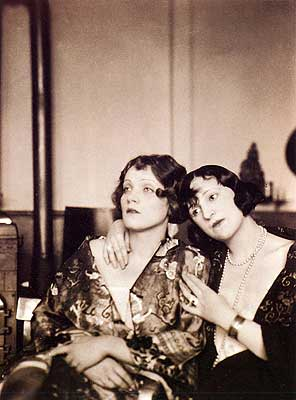
En compagnie de Ressel Orla vers 1923.

Marlene Dietrich prend ses premiers cours de théâtre auprès de Max Reinhardt en 1921. En 1922, elle joue ses premiers petits rôles au théâtre, notamment au Großes Schauspielhaus, et joue dans des revues, comme celle du théâtre Komoedie dans le Kurfürstendamm de Berlin, aux côtés de la vedette française Margo Lion. Elle obtient aussi des rôles mineurs au cinéma. Son premier rôle crédité est Lucy dans Tragédie de l'amour de Joe May. Elle se marie le 17 mai 1923 avec le régisseur Rudolf Sieber et donne naissance à sa fille Maria Elisabeth, le 13 décembre 1924. Elle n'aura pas d'autres enfants, vivra peu avec son mari, et ne se remariera jamais (bien qu'un mariage avec Jean Gabin semble avoir été, plus tard, sérieusement envisagé).
Marlene Dietrich enregistre à la fin des années 1920 ses premières chansons, et les chante dans la revue Es liegt in der Luft (« C'est dans l'air », 1928) où elle se fait remarquer par le metteur en scène Josef von Sternberg.

### Josef von Sternberg etL'Ange bleu

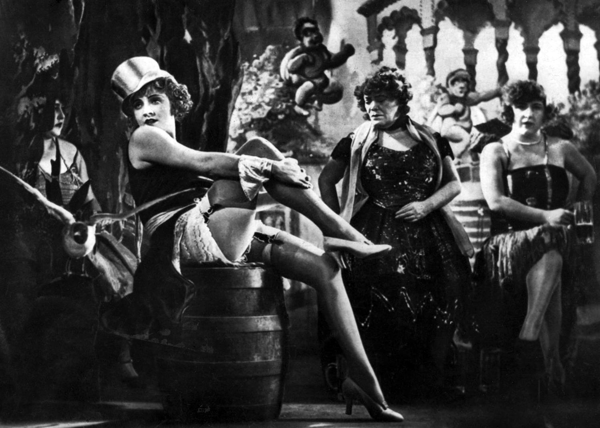
L'Ange bleu (1930).

En 1929, Marlene Dietrich tourne son premier rôle important dans L'Énigme sous la direction de Curtis Bernhardt. Mais c'est L'Ange bleu tourné par Josef von Sternberg l'année suivante, et notamment la chanson « Ich bin von Kopf bis Fuß auf Liebe eingestellt » (« Je suis faite pour l'amour de la tête aux pieds »), qui lui apportent la gloire.
Tourné dans les studios de l'UFA à Babelsberg, ce film, qui réunit Emil Jannings (immense vedette à l'époque) dans le rôle du professeur Rath, et Dietrich dans celui de Lola-Lola, est le premier film parlant du cinéma allemand. Von Sternberg, qui entrevoit le potentiel de la jeune actrice, la recommande, avant même la sortie, au studio américain Paramount Pictures pour lequel il vient de tourner et dont le bureau berlinois cherche une actrice pour concurrencer Greta Garbo lancée par la Metro-Goldwyn-Mayer. La Paramount lui offre un cachet de 1 250 dollars par semaine.
Le soir de la première, le 1er avril 1930 au Gloria Palast, en long manteau de fourrure blanche, une gerbe de roses dans les bras, Marlene Dietrich arbore sur sa robe un bouquet de violettes épinglé au niveau du pubis. À 23 heures, elle prend le train à la gare de Lehrter vers le port de Bremerhaven, d'où elle embarque pour New York. D'une actrice encore inconnue hors d'Allemagne, Sternberg va façonner un mythe.

### Naissance d'un mythe

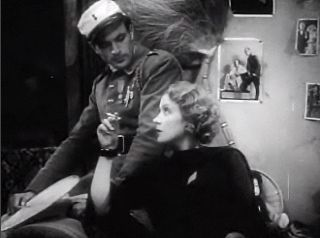
Avec Gary Cooper dans Morocco (1930).

Dès son arrivée, Marlene Dietrich interprète à nouveau une chanteuse de cabaret dans Morocco aux côtés de Gary Cooper. Premier des six longs métrages que tourneront ensemble Sternberg et Dietrich aux États-Unis, le film vaut à Marlene Dietrich une nomination à l'Oscar de la meilleure actrice en 1931 et lui confère une notoriété internationale. L'écrivain allemand Franz Hessel publie la même année la première biographie de l'actrice, Marlene: Ein Porträt, dans lequel il tente de brosser le portrait de la femme derrière la vedette. L'usage dans le titre de l'ouvrage du seul prénom de l'actrice donne une idée de sa célébrité déjà à ce moment-là ; la fascination pour Dietrich ne fait que commencer.
Von Sternberg et sa muse vont en effet asseoir définitivement au cours de leur collaboration le personnage de femme fatale sur lequel Dietrich a construit sa renommée à partir de L'Ange bleu et qu'elle va s'atteler à entretenir tout au long de sa vie, tout en jouant sur une certaine ambiguïté sexuelle (elle apparaît régulièrement en habits masculins et exerce son charme autant sur les hommes que sur les femmes).

« Après Lola-Lola, Marlene restera l'image parfaite de la femme fatale : mystérieuse et indomptable, sculptée par la lumière, dans le nuage irréel de la fumée de sa cigarette. On la suivrait au bout du monde... Dans son sillage, les personnes les plus sérieuses et les plus dignes deviennent des petits enfants. »

— Vincent Pinel

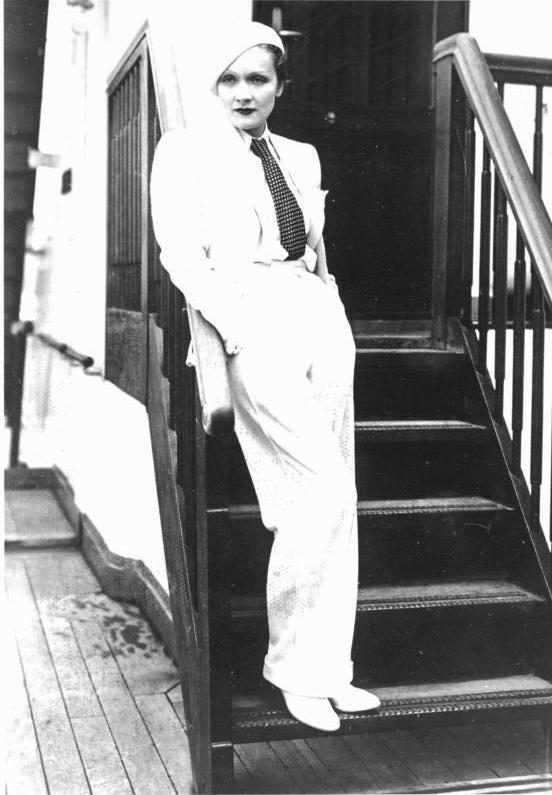
Marlene Dietrich en costume masculin, tenue interdite par le préfet de police de Paris, Jean Chiappe, en 1933.

Le couple enchaîne ainsi avec Agent X 27 (1931), Shanghaï Express (1932), véritable succès du box-office jusqu'au Japon qui récompense l'actrice d'un kimono de cérémonie ; puis viennent Blonde Vénus en 1932 et L'Impératrice rouge en 1934, délire baroque qui sert davantage la gloire de Marlene Dietrich que celle de Catherine de Russie qu'elle interprète, et qui, malgré un échec financier deviendra avec le temps un chef-d'œuvre reconnu.
Même en dehors de l'écran, Marlene Dietrich subjugue les foules :

« Avec son profond regard mélancolique, ses cils longs de trois centimètres, le nimbe doux de ses cheveux, ses traits classiques, son air mystique et son corps de panthère, elle n'aurait pas pu entrer dans une église sans aussitôt troubler le sermon. »

— Josef von Sternberg
La fille de l'actrice, Maria Riva, raconte une soirée avec sa mère à l'Opéra Garnier en 1933, et notamment l'entracte : « Tout le monde buvait du champagne et essayait de se rapprocher de ma mère, qui se comportait à son habitude, comme si elle était seule sur une île déserte, et fumait tranquillement sa cigarette pendant que les dames et les messieurs la dévoraient des yeux, comme si de rien n'était. »
Cette fructueuse — mais houleuse — collaboration s'achève en 1935 par La Femme et le Pantin d'après le roman homonyme de Pierre Louÿs, film préféré de l'actrice.

« La Femme et le Pantin est une superbe adaptation de Pierre Louÿs et l'apogée du mythe de la femme fatale symbolisée par Marlene. »

— Jean Tulard
Après sa séparation artistique d'avec Sternberg, Marlene Dietrich ne continuera pas moins à incarner les femmes fatales, notamment dans La Maison des sept péchés (1940), La Belle Ensorceleuse et L'Entraîneuse fatale (1941), La Scandaleuse de Berlin en 1948, Le Grand Alibi (1950) ou encore Témoin à charge (1957).

« Il est exact que cette actrice a fait de la vamp la reine des écrans, il est exact qu'elle incarne la féminité, il est exact que le sex-appeal n'a jamais de représentante plus brillante, plus attirante, plus persuasive qu'elle. »

— Sydney W. Carroll, The Times (1933)

### L'après-Sternberg

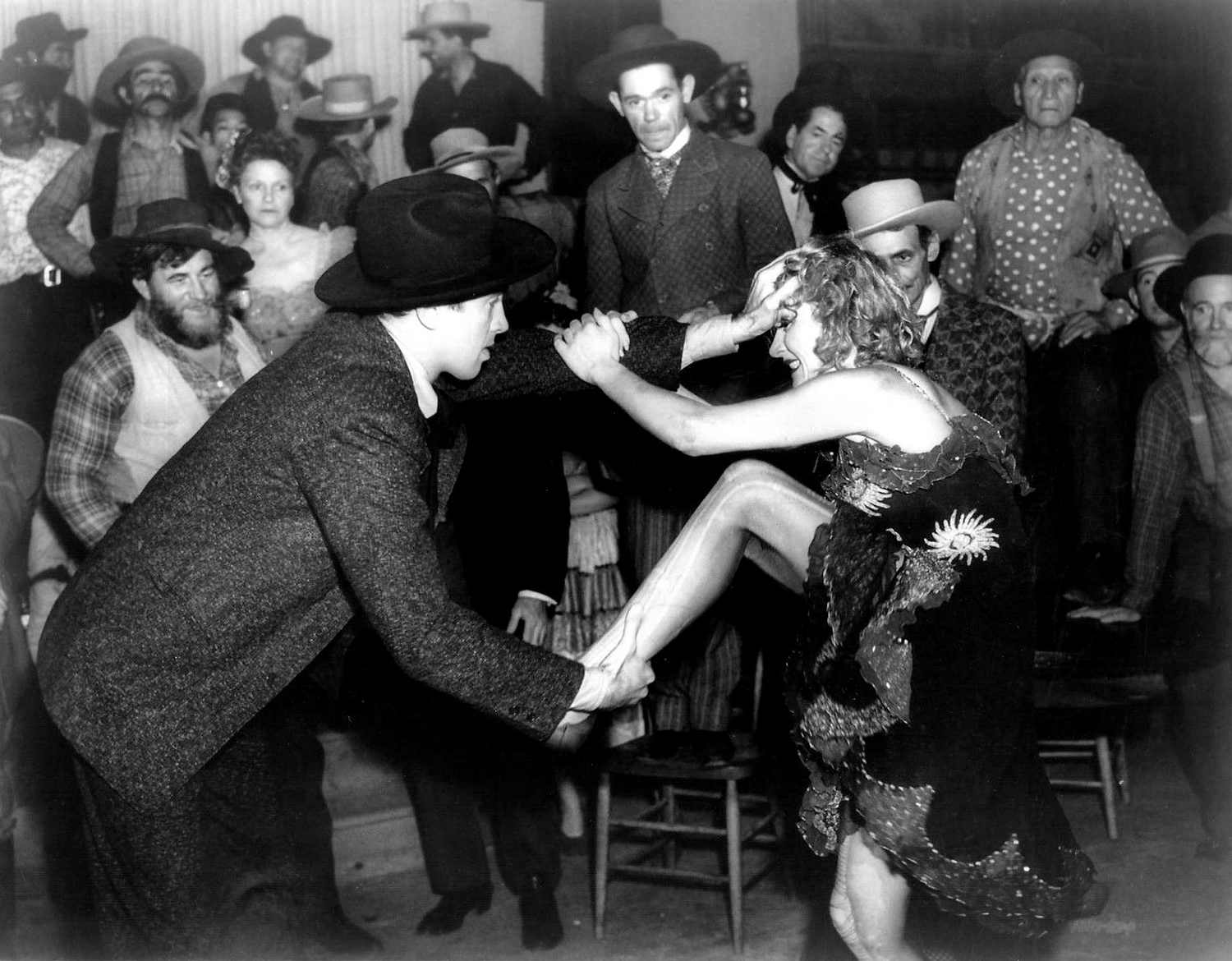
Avec James Stewart dans une des scènes de bagarre qui fit la réputation de Femme ou Démon (1939).

Alors que ses films avec Sternberg sont reconnus aujourd'hui comme des chefs-d’œuvre du patrimoine cinématographique, ceux que Dietrich tourne en 1936 et 1937 marquent moins les esprits. L'actrice peine en effet à trouver ses marques sans son pygmalion. Le tournage de I Loved a Soldier, est ainsi interrompu au bout d'un mois à la suite d'un désaccord entre Dietrich et la production, alors qu'il a déjà coûté près de 900 000 dollars. Désir de Frank Borzage (sorti en 1936, mais tourné avant I Loved a Soldier en 1935) et Le Jardin d'Allah de Richard Boleslawski, un des tout premiers films en couleurs, ne font pas recette.
La Paramount laisse Dietrich partir pour l'Europe en 1937 tourner Le Chevalier sans armure de Jacques Feyder aux studios de Denham près de Londres. Elle rentre ensuite à Hollywood pour jouer dans Ange sous la direction d'Ernst Lubitsch (qui avait assisté Borzage sur Désir). Le nouvel échec de ces films la fait taxer dans la presse de « poison du box-office » (« Box Office Poison ») par l'association des propriétaires de salles de cinéma (Independent Theater Owners of America), comme Greta Garbo, Joan Crawford, Katharine Hepburn ou Bette Davis. Ce à quoi l'actrice répond : « Tout ce que je sais, c'est que lorsqu'un des gars de la direction a besoin de rembourser son emprunt, ils m'appellent avec une idée de film ».
Elle choisit alors de s'éloigner des studios et entame une liaison avec l'écrivain pacifiste Erich Maria Remarque. La même année, séjournant avec lui au cap d'Antibes, elle entretient une liaison discrète avec Joseph Patrick Kennedy, ambassadeur des États-Unis à Londres favorable à une politique d'apaisement envers l'Allemagne nazie. Elle accorde également ses faveurs au fils de celui-ci, le jeune John Fitzgerald Kennedy,. C'est aussi à cette époque qu'elle entretient une liaison avec Suzanne Baulé dite Frede, une entraîneuse puis animatrice de cabaret qu'elle rencontre en 1936 au Monocle, une boîte de nuit féminine située boulevard Edgar-Quinet, à Paris ; les deux femmes restèrent amies jusque dans les années 1970, ainsi qu'en témoigne la correspondance conservée aux archives Marlene Dietrich de Berlin.
À l'été 1939, le producteur Joe Pasternak lui propose un western, Femme ou Démon, sous la direction de George Marshall, à condition que son cachet soit revu à la baisse. Sur les conseils de son mari et de Sternberg, elle accepte néanmoins et remporte un triomphe qui apporte un second souffle à sa carrière.
Elle enchaîne alors avec La Maison des sept péchés de Tay Garnett en 1940, premier des trois films qu'elle tourne avec John Wayne, suivi de La Belle Ensorceleuse de René Clair et L'Entraîneuse fatale de Raoul Walsh en 1941. Trois films suivent en 1942, dont Les Écumeurs et La Fièvre de l'or noir, dans lesquels elle retrouve Wayne.

### Engagement contre le nazisme

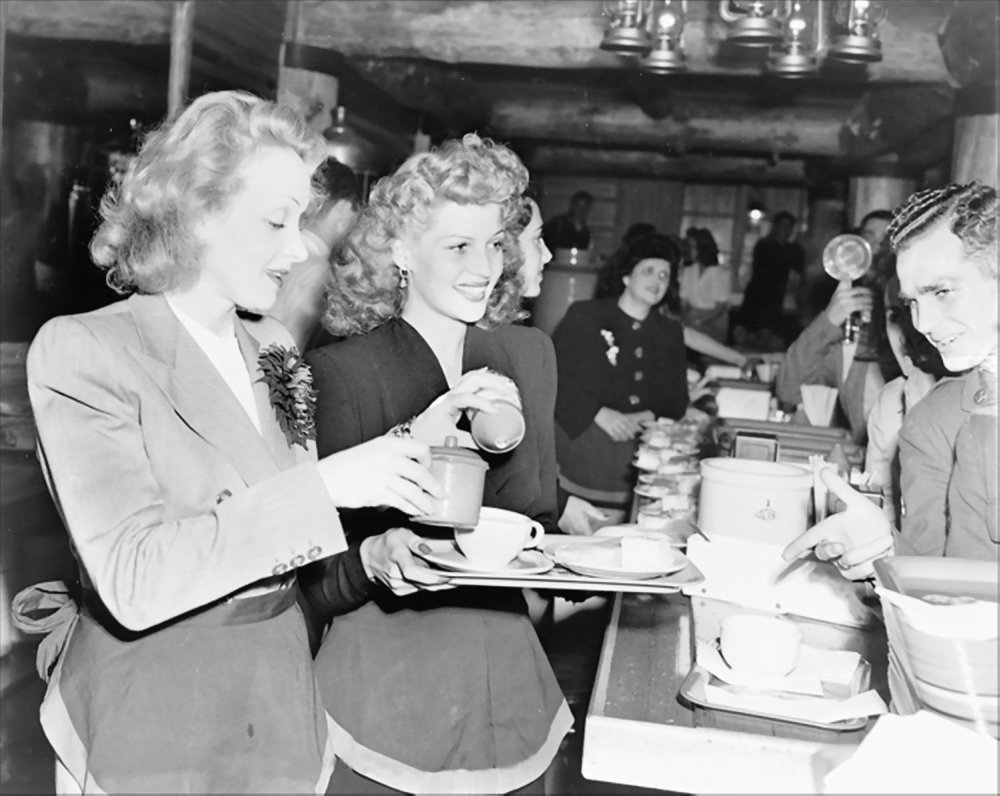
Marlene Dietrich et Rita Hayworth à l'Hollywood Canteen en 1942.

Avec Ronald Colman dans Kismet (1944).

Résolument opposée au régime nazi, Marlene Dietrich rompt peu à peu, bien qu'à contre-cœur, les liens qui l'attachent à l'Allemagne. Devenue citoyenne américaine en juin 1939,, elle met, comme de nombreuses vedettes de l'époque, sa célébrité au service de l'effort de guerre après l'entrée en guerre des États-Unis dans le conflit mondial en décembre 1941. Elle participe ainsi à l'Hollywood Canteen, et récolte des bons du trésor avec Orson Welles.
De 1941 à 1943, elle héberge chez elle Jean Gabin qui, refusant de tourner pour les Allemands, a quitté la France occupée. Les deux acteurs ne tardent pas à entamer une liaison passionnée alors que Gabin est encore marié à Jeanne Mauchain, demeurée en France (le divorce sera prononcé le 18 janvier 1943 aux torts « entiers et reconnus » de l'acteur, bien qu'en son absence).
Au début de l'année 1944, elle tourne Kismet, film musical dans lequel ses jambes peintes en or font autant parler la presse que la percée des Alliés en Italie puis apparaît dans le film de propagande Hollywood Parade aux côtés du tout-Hollywood.
Dietrich pousse plus loin son engagement en intégrant l'United Service Organizations (USO). Elle part pour le front européen en avril 1944, chantant pour les troupes américaines et britanniques stationnées au Royaume-Uni, avant d'accompagner la 3e armée américaine du général Patton en Italie, en France puis en Allemagne et en Tchécoslovaquie pendant la campagne de libération, donnant plus de 60 concerts en quinze mois. Son interprétation de Lili Marleen, chanson popularisée par le régime nazi, devient l’emblème de la résistance à celui-ci.

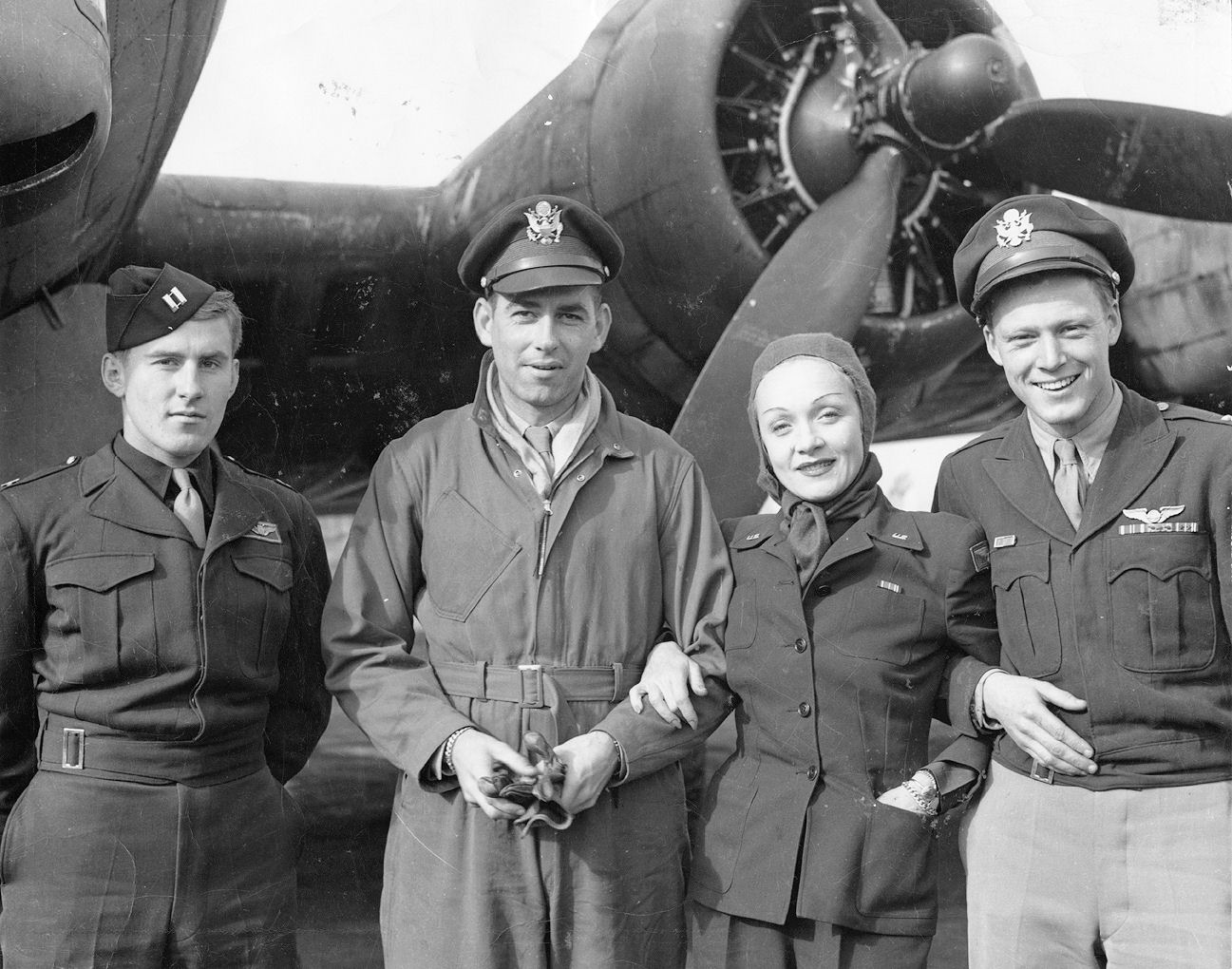
Marlene Dietrich avec les hommes du 401st Bomb Group sur la base de la 8th Air Force à Birmingham, Angleterre, le 29 septembre 1944.
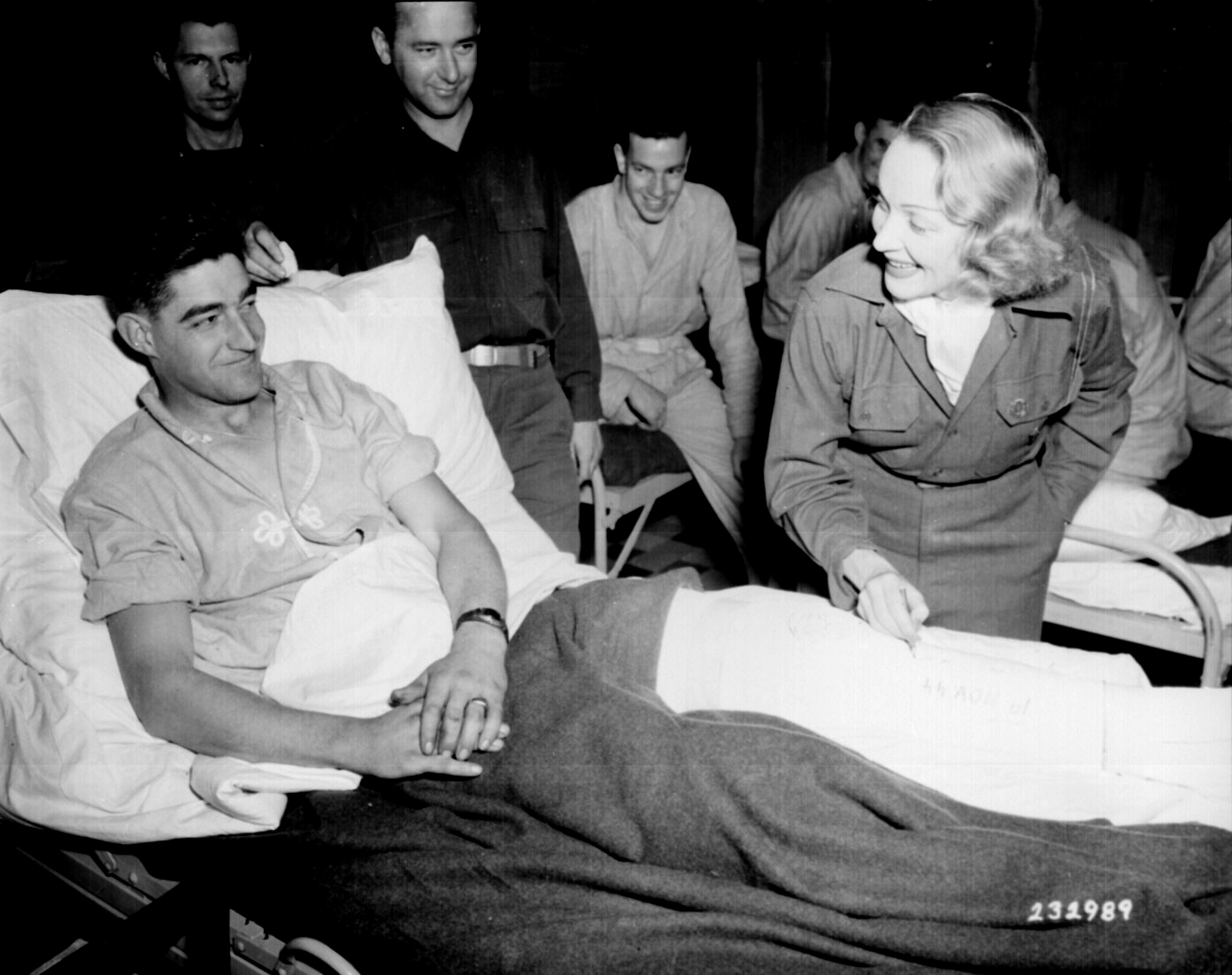
Marlene Dietrich visitant les soldats de l'United States hospital en Belgique, le 24 novembre 1944.
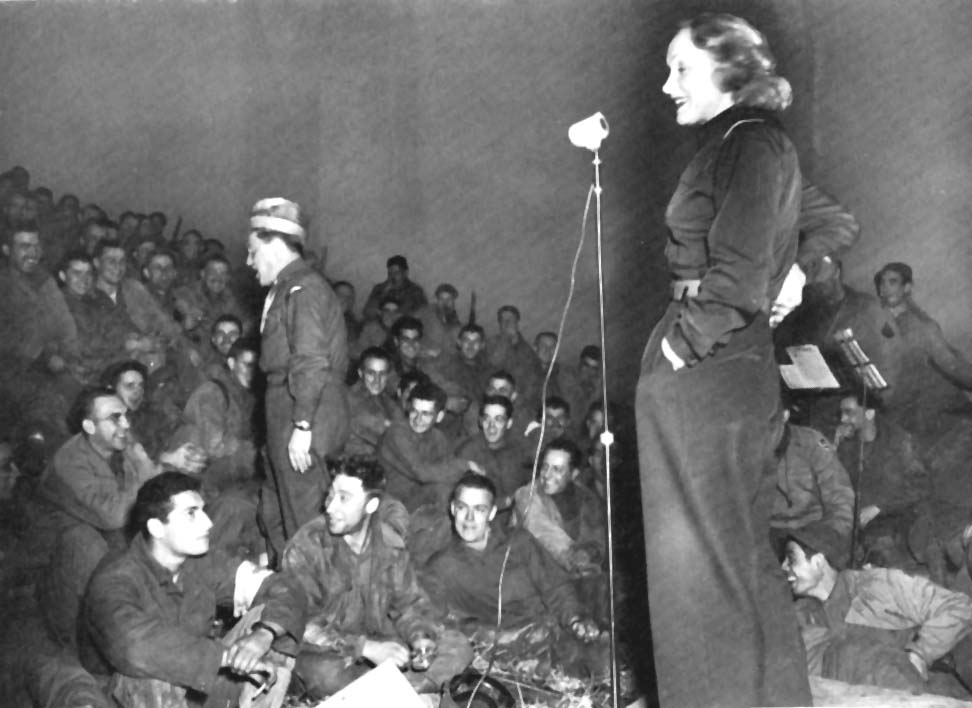
Marlene Dietrich sur le front de Lorraine avec la 3e armée en 1944.

### L'après-guerre

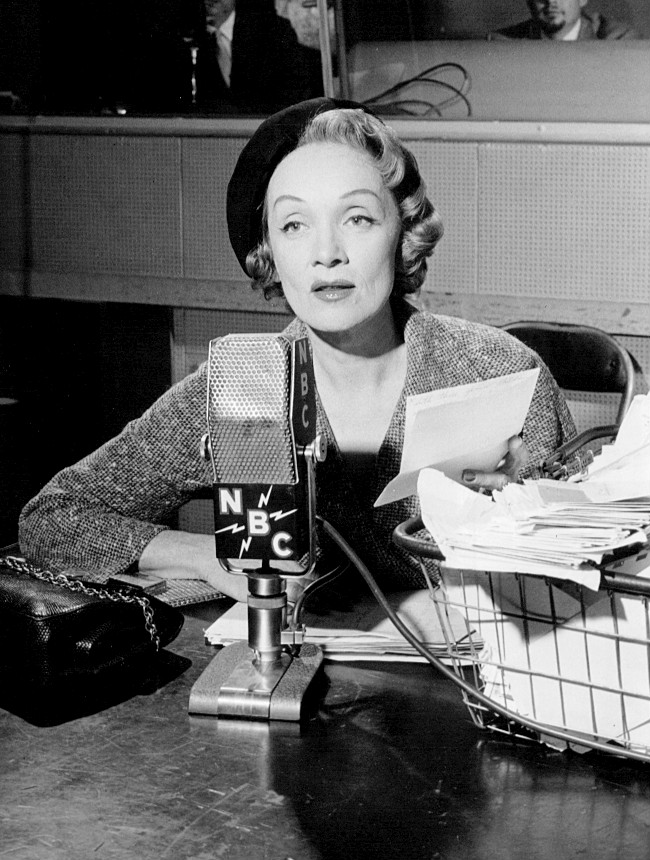
Dans l'émission radiophonique Monitor de NBC en 1954.

L'âge avançant, trouvant moins de rôles à Hollywood, elle retrouve, à la libération de Paris, Jean Gabin qui a rejoint la 2e division blindée. Un mariage entre eux semble avoir été alors envisagé. Elle refuse le scénario des Portes de la nuit de Marcel Carné, ne souhaitant pas interpréter la fille d'un collaborateur, pour tourner avec Gabin Martin Roumagnac (1946). S'il reçoit un succès en salles, le film n'est pas apprécié par la critique française.

Après sa rupture avec Gabin, elle rentre à Hollywood et tourne, teinte en brune, dans Les Anneaux d'or de Mitchell Leisen, puis dans La Scandaleuse de Berlin de Billy Wilder l'année suivante, même si elle met du temps à accepter le rôle, étant confrontée au même problème que pour Les Portes de la nuit (les liens de son personnage avec le régime nazi). Devenue la même année « la grand-mère la plus fabuleuse du monde » avec la naissance de son premier petit-fils, elle part en 1949 à Londres tourner Le Grand Alibi sous la direction d'Alfred Hitchcock. Habillée par Dior, elle y interprète La Vie en rose, que lui a « prêtée » son amie Édith Piaf.

Édith Piaf et Marlene Dietrich, 1959.

En 1951, elle joue pour la première fois pour Fritz Lang dans le western L'Ange des maudits mais, tout comme avec Sternberg quelques années plus tôt, la collaboration entre le réalisateur et sa vedette, également compatriotes, est houleuse, le premier traitant l'actrice de « bonniche allemande », la seconde estimant qu'« un homme qui est capable de faire un film comme M le maudit ne peut être qu'un sadique. ».
En parallèle de sa carrière au cinéma, Dietrich participe aux émissions radiophoniques de son amie Tallulah Bankhead, jouant avec son image, son âge, et multipliant les sous-entendus. Loin de son image de vamp mythique, l'actrice révèle également un réel talent de cuisinière comme le montre le livre Dîner chez Marlene. Passionnée par la cuisine, elle adore concocter pour ses amis ou amants le chou farci, les œufs brouillés, le rognon braisé ou son plat fétiche le pot-au-feu.
Témoin du mariage de Piaf avec Jacques Pills en juillet 1952, elle fait une apparition remarquée en 1953 dans un gala au profit des enfants handicapés du cirque Ringling Bros. and Barnum & Bailey Circus au Madison Square Garden à New York, vêtue de l'uniforme de Monsieur Loyal en mini-short (une tenue dont elle revendiquera plus tard l'"invention",: «J’ai inventé le mini-short, qu'on appellera plus tard le « hot pants »
). Cette prestation lui sert de tremplin pour monter son propre spectacle de cabaret à Las Vegas. Pour 30 000 dollars par semaine, elle monte pour la première fois le 15 décembre 1953 sur la scène du night club du Sahara Hotel, vêtue d'un fourreau semé d'étoiles de strass.

### Une seconde carrière

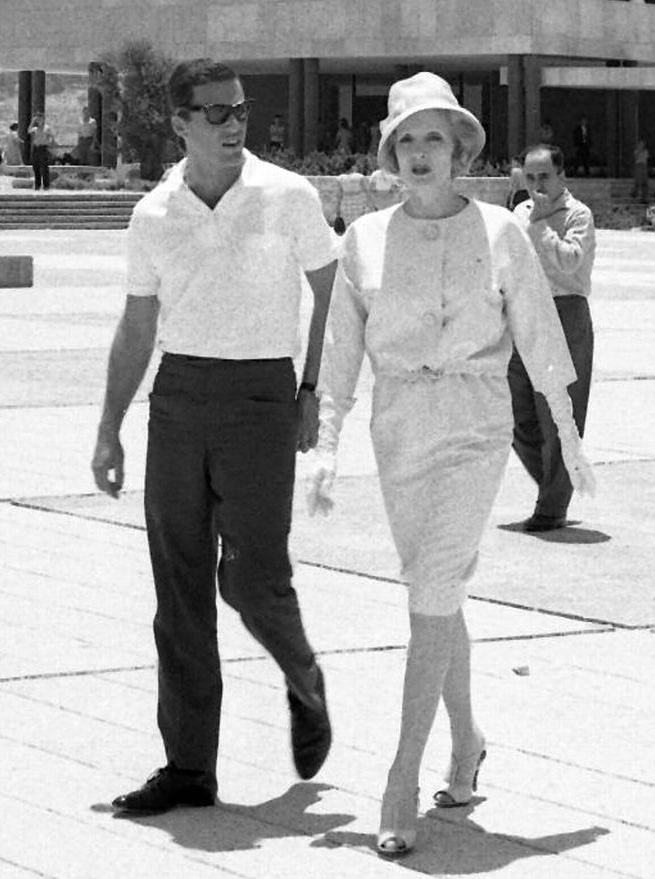
Marlene Dietrich et Burt Bacharach à Jérusalem, lors de son tour de chant en Israël (1960).

Accompagnée par son dernier amant en date, l'arrangeur Burt Bacharach, Marlene Dietrich transporte son tour de chant sur les scènes du monde entier à partir de 1960 en Europe, et à l'été en Israël où elle chante en allemand et a droit à une standing-ovation. Elle enregistre en hébreu la chanson Shir Hatan,, Elle se produit sur le continent américain et en URSS en 1964.
Plusieurs disques sont les témoins de cette tournée : Dietrich in Rio (1959), Wiedersehen mit Marlene (1960) et Marlene Dietrich in London (1964). Dans Sag mir, wo die Blumen sind (Dis-moi où sont les fleurs), composée par Pete Seeger et traduite en allemand par Max Colpet, elle dénonce la guerre froide.
En 1960, elle fait une tournée triomphale en Allemagne, est acclamée à Munich et Düsseldorf (mais dans cette dernière ville, au moment où elle sortait de son hôtel, une jeune fille parmi la foule lui crache au visage).
Seule la France lui réserve un accueil mitigé, au grand dam de cette francophile. Son ami le poète Jean Cocteau lui dit : « Votre nom commence par une caresse et finit par un coup de cravache ».
En 1961, convaincue que le national-socialisme n'était pas encore mort et que le peuple allemand était responsable de sa prolifération, elle accepte de jouer dans Jugement à Nuremberg, film de Stanley Kramer inspiré d'un des procès de Nuremberg.
Elle assiste aux obsèques d'Édith Piaf le 14 octobre 1963.
Lorsque Burt Bacharach la quitte en 1965, elle songe dans un premier temps à abandonner les récitals. Elle continue pourtant et triomphe à Broadway en 1967, obtenant un Special Tony Award pour sa prestation l'année suivante. L'abus d'alcool va cependant assombrir les dernières années de sa carrière : en 1973, elle tombe dans la fosse d'orchestre lors d'un concert à New York, puis fait une seconde chute juste avant d'entrer en scène à l'opéra de Sydney, le 29 septembre 1975, se fracturant le col du fémur, et mettant ainsi un terme définitif à sa carrière de music-hall.

### Fin de vie

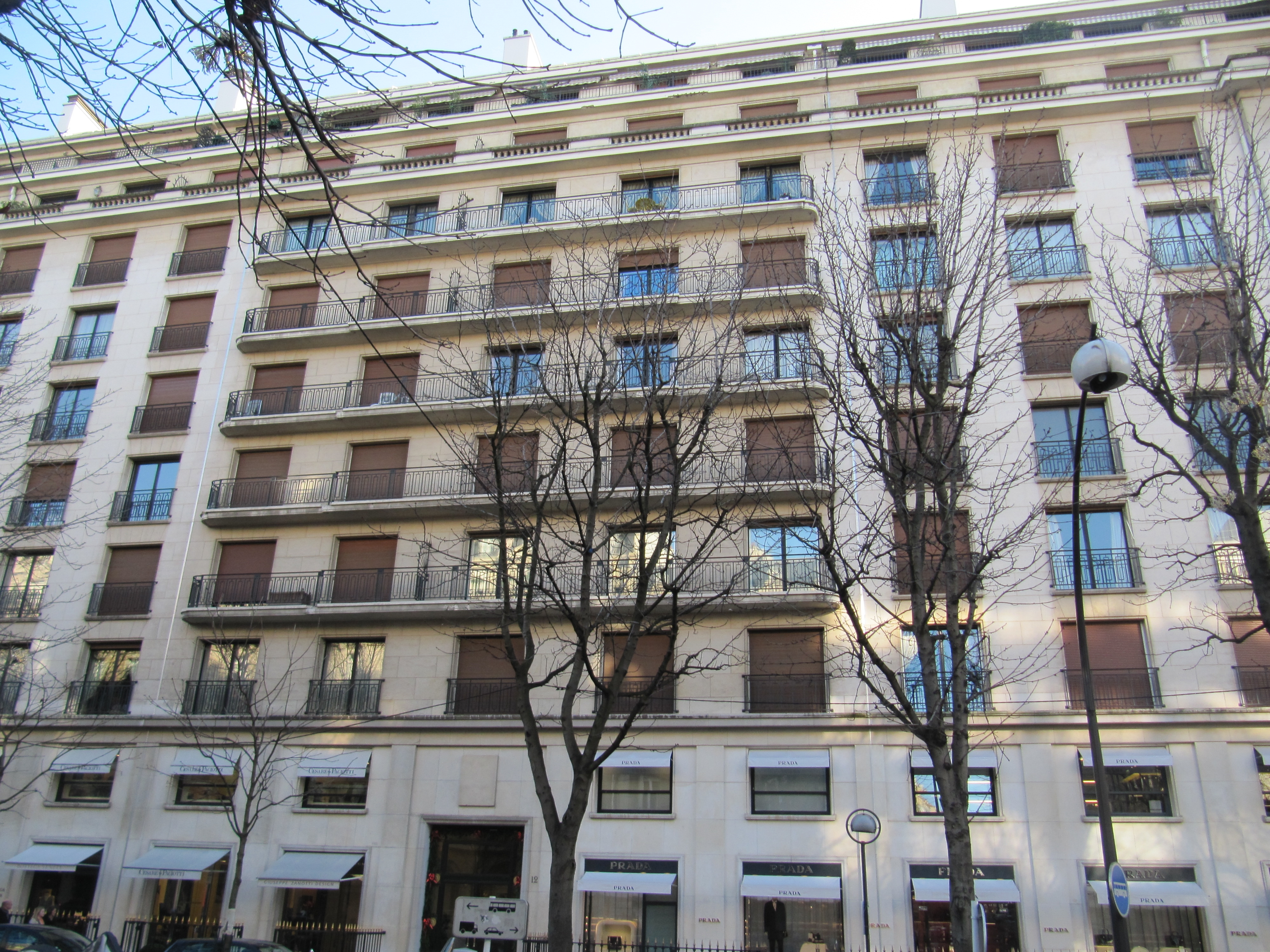
12, avenue Montaigne à Paris.

Après une dernière apparition au cinéma en 1978, après dix-sept ans d'absence, dans C'est mon gigolo de David Hemmings, elle se cloître dans son appartement parisien du 12 avenue Montaigne, fréquentant peu de gens en dehors de sa fille et de quelques amis fidèles, car « Marlene n'est pas facile à vivre au quotidien. » Parmi ceux qui la côtoient car ils ont sa confiance totale, outre sa fille, on compte l'animateur de radio Louis Bozon, le comédien Sacha Briquet, et sa secrétaire Norma Bosquet, femme de l'écrivain Alain Bosquet.
À partir de 1980, elle ne quitte plus son appartement et installe le téléphone près de son lit car elle téléphone à peu de gens mais beaucoup et à toute heure. Néanmoins, elle reste présente médiatiquement :
- En 1977, le jeune chanteur Daniel Balavoine, sortira la chanson Lady Marlène, issu de son second album intégralement consacré à l'évocation du mur de Berlin. La chanson évoque Marlene Dietrich, confrontée à une Allemagne divisée en deux pays rivaux. Elle appréciera beaucoup cet hommage. La chanson passera de nombreuses fois à la radio.
- En 1979, son autobiographie sort en Allemagne.
- En 1982, Maximilian Schell réalise une interview de l'actrice, laborieuse, dont il tirera le documentaire Marlene, récompensé dans divers festivals et nommé à l'Oscar du meilleur documentaire de la 57e cérémonie des Oscars en 1985 ;
- En 1984, son autobiographie est publiée en France ;
- Le 14 novembre 1989, elle exprime sa joie en français à la suite de la chute du mur de Berlin sur les ondes de France Inter[1] ;
- Le 25 novembre 1989, elle intervient par téléphone lors de la deuxième cérémonie de remise des Prix du cinéma européen au théâtre des Champs Elysées[51] ;
- Lors de la promotion du 31 décembre 1989, le président François Mitterrand la fait Commandeur de la Légion d'Honneur, mais elle refuse d'apparaître à l'Élysée pour recevoir sa décoration[52] ;
- En 1989-1990, elle intervient, selon Frédéric Mitterrand, pour éviter la fermeture des studios de Babelsberg à Berlin, les plus anciens du monde, où elle tourna L'Ange bleu en 1929[53].

Marlene Dietrich meurt à Paris le 6 mai 1992. Ses obsèques ont lieu à l'église de la Madeleine. Son cercueil y est recouvert d'un drapeau français, sur lequel est épinglée, notamment, sa croix de la Légion d'honneur. Bien qu'elle ait toujours eu des rapports conflictuels avec son pays d'origine, Dietrich se sentait berlinoise et avait décidé de s'y faire inhumer. Elle est ainsi enterrée non loin de sa mère dans le petit cimetière Friedhof Schöneberg III (de) de Friedenau, dans l'arrondissement de Schöneberg.
En 1993, le sénateur berlinois chargé des affaires culturelles, Ulrich Roloff-Momin (de), parvient à faire racheter, grâce à l'État fédéral et à la loterie nationale, l'ensemble des biens de l'actrice, comptant notamment trois mille vêtements, mille objets de la garde robe, quelque seize mille cinq cents photographies, des documents écrits (correspondance, papiers d'état civil, partitions...), des affiches, des objets de bagagerie et des meubles ayant appartenu à la star. Cette collection, la plus grande au monde pour des archives cinématographiques, fait l'objet d'expositions au Filmmuseum Berlin où elle est entreposée, et à travers le monde. En décembre de la même année, la tombe de l'actrice est profanée par des néo-nazis qui n'acceptent pas son départ du pays dans les années 1930, sa naturalisation et son refus de rentrer en Allemagne après la guerre,.
À l'occasion du centenaire de sa naissance, le 28 décembre 2001 à Berlin, le président de la République fédérale d'Allemagne, Johannes Rau, lui rend hommage. Cette cérémonie s'accompagne de révélations sur les causes de sa mort. Selon sa confidente et secrétaire Norma Bosquet, l'actrice se serait vraisemblablement suicidée après lui avoir demandé de lui fournir des somnifères.

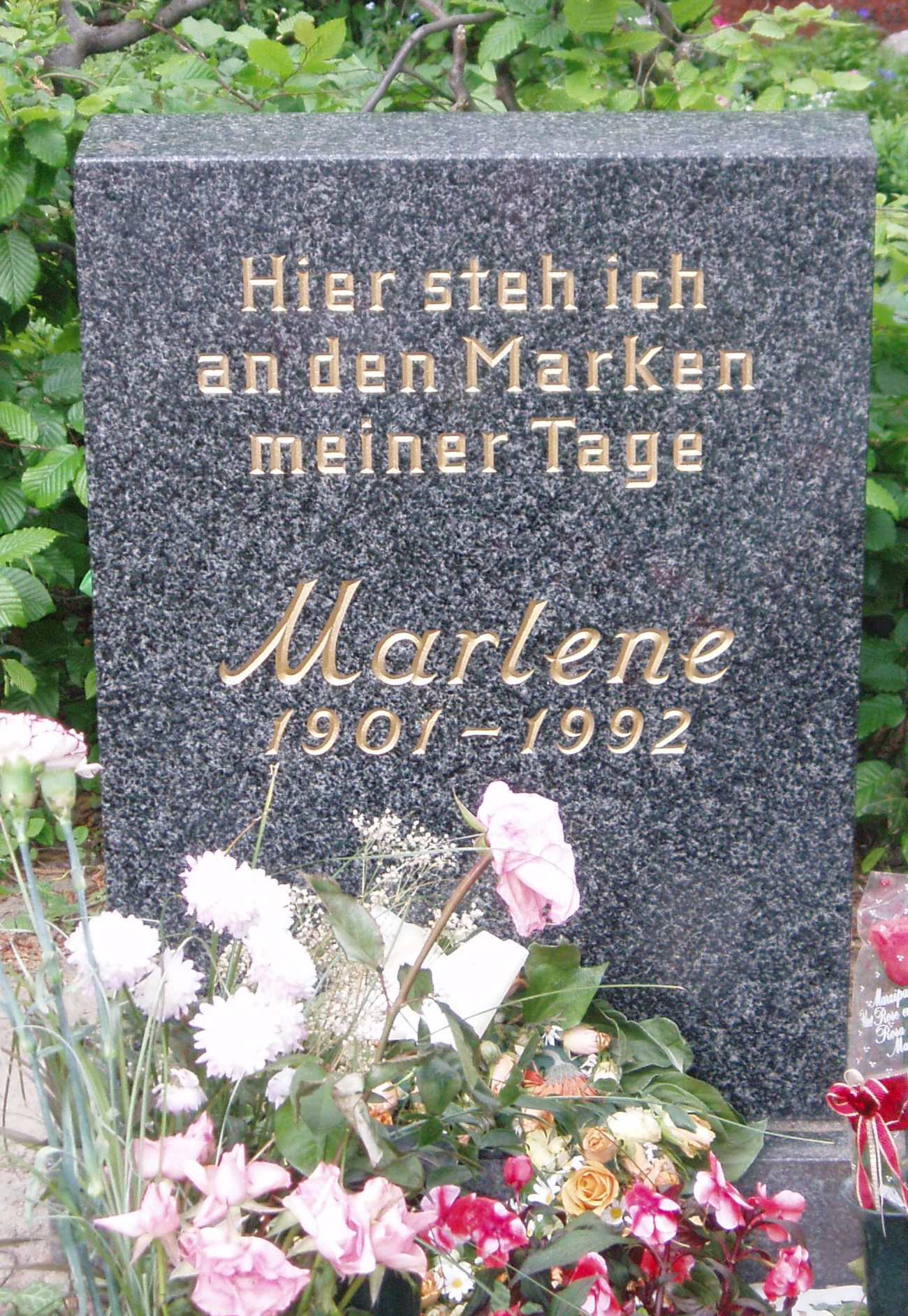
Tombe de Marlene Dietrich à Berlin.
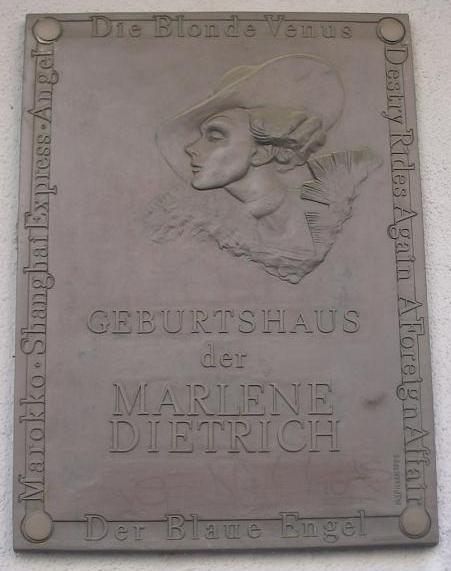
Plaque commémorative sur la maison natale de Marlene Dietrich.
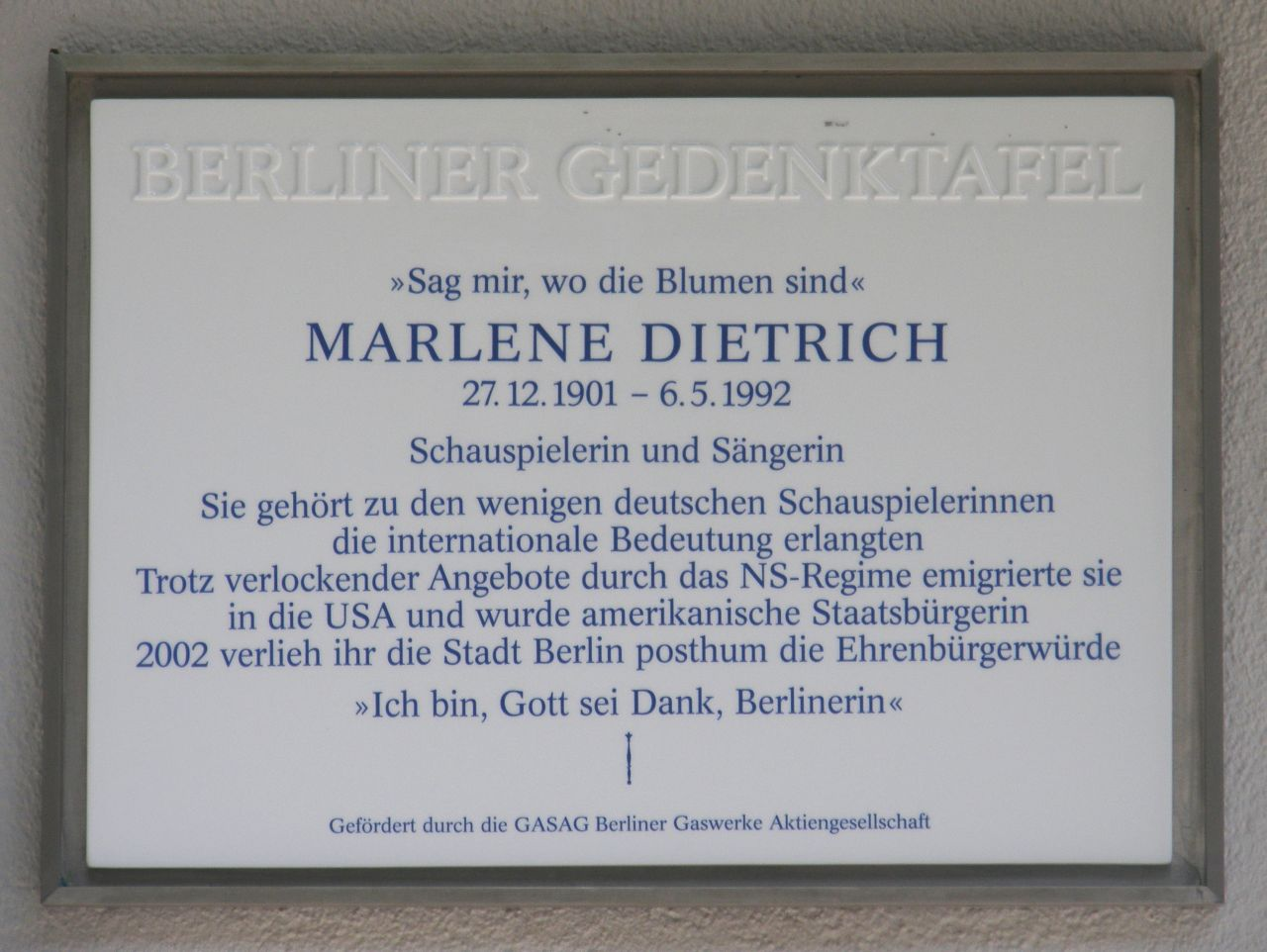
Plaque commémorative sur la maison natale de Marlene Dietrich.

## Marlene Dietrich au music-hall

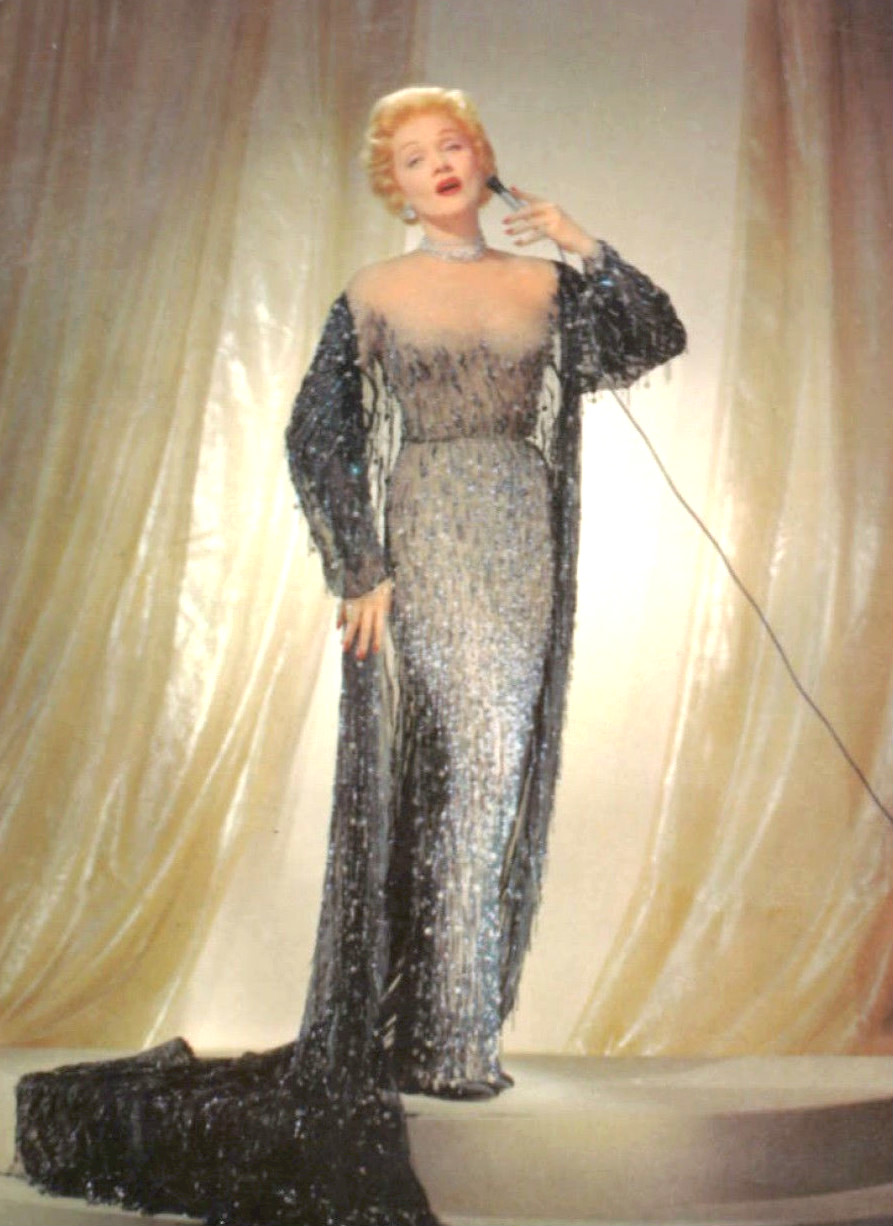
Marlene Dietrich sur la scène du Sahara Hotel de Las Vegas.

Commencé au Sahara Hotel de Las Vegas, son tour de chant prend très vite une dimension internationale avec des concerts donnés en Europe, en Australie, au Brésil, au Japon, en Afrique du Sud ou encore au Canada. Le rôle de l'actrice pendant la Seconde Guerre mondiale confère à certaines de ses prestations une dimension politique, comme celles de Berlin et Jérusalem en 1960. Sa prestation à Broadway en 1967 lui vaut un Special Tony Award pour son one-woman-show l'année suivante, elle qui ne reçut aucune récompense majeure pour sa carrière d'actrice en apparence plus intéressante.

### La nécessité d'une nouvelle carrière pour l'actrice
Aux dires de sa fille Maria Riva, Dietrich était sans cesse à court d'argent et tourne, à partir de l'après-guerre, une bonne partie de films plus par nécessité que par envie. Néanmoins, le tournage de Madame veut un bébé en 1942, de Kismet en 1944, de La Scandaleuse de Berlin en 1948, et de L'Ange des maudits en 1952 vont lui permettre de prendre conscience de certains de ses atouts en dehors de l'écran.
- En 1939 déjà, lors du tournage du western Femme ou Démon, elle demande à la costumière Vera West d'intégrer un soutien-gorge dans sa robe de saloon, pour pouvoir bouger à son aise. Elle réutilise « ce secret » après la guerre.
- C'est dans Madame veut un bébé, puis dans Kismet qu'elle élabore pour la première fois un fond de robe invisible lui donnant une silhouette de rêve en serrant sa taille et relevant sa poitrine, technique qu'elle perfectionnera à partir de sa prestation à Las Vegas en 1953.
- Son rôle dans La Scandaleuse de Berlin lui rappelle les tournées de l'United Service Organizations entre 1943 et 1945. La robe que la couturière Irene avait confectionnée pour elle à cette occasion est d'ailleurs réutilisée dans le film, ce fourreau qui lui permettait pendant la guerre de passer de la « militaire » à la « star glamour » qu'elle était dans les années 1930.
- L'Ange des maudits, en 1952, fait l'objet d'une avant première à Chicago le 4 mars. Dietrich accepte de participer à ce lancement et de chanter deux chansons, dont une du film en question. Mais, constatant que la robe du soir d'Elisabeth Arden ne la mettait pas en valeur (« On aurait dit un homard travesti »)[62], sa fille lui suggéra de procéder à un « changement éclair » dont elle-même avait le secret, travaillant dans des émissions de télévision en direct. « J'appris donc à ma mère le truc de la superposition de costumes et le minutage. Lorsqu'elle apparut sur la vaste scène, elle portait déjà sous les volumes de son ample jupe les collants noirs et les bottines lacées du film. Elle sortit en coulisse après sa présentation au public, j'arrachais la robe, elle enfila le fond de robe sur lequel tout le costume, emmanchures, plastron, boléro et bijoux étaient déjà cousus, je remontais la fermeture Eclair et, en l'espace de soixante secondes, c'était la « vraie » Dietrich qui s'avança sur la scène, après avoir métamorphosé le gros homard en pulpeuse Reine des entraîneuses ! Dans le public, ce fut le délire comme au temps des GI's pendant la guerre. Elle avait gagné ! » Comme le dit encore sa fille, cela l'amena « à trouver une fois encore la solution qui allait contribuer à l'immense succès qu'elle recueillit à Las Vegas. »

### Réinventer la perfection du passé
D'une façon sans doute inconsciente, Marlene Dietrich s'inspire des vêtements qu'elle utilisait dans ses films ou les réutilise en les modifiant.
- Ainsi, la robe à effet « nu » apparaît pour la première fois dans La Scandaleuse de Berlin en 1948, où elle est déjà une reprise de la tenue de scène de l'actrice pendant son tour de chant auprès des soldats alliés entre 1943 et 1945.
- Autre robe à effet « nu », la robe « vent », créée en 1954, s'inspire d'une des tenues que portait l'actrice dans Le Jardin d'Allah en 1936. Cette tenue est plaquée contre le corps de l'actrice grâce à un ventilateur, donnant l'illusion du nu. D'après Maria Riva, sa mère voulait de cette façon être magnifiée comme sa sculpture préférée, la Victoire de Samothrace[62].
- De même, le manteau cygne qui est utilisé par l'actrice en 1957 s'inspire des fourrures que porte l'actrice, notamment dans L'Impératrice rouge en 1934.

### Un spectacle bien rodé
Dès son premier show en 1953, Dietrich divise son spectacle en deux parties, une pour les hommes, d'après ses propres dires, l'autre pour les femmes. Avec ses robes qui créent à chaque fois la surprise, la première partie du tour de chants est consacrée aux chansons douces et romantiques. Ensuite, après un changement éclair pour une tenue d'homme dans le style de celles qu'elle portait déjà dans Cœurs brûlés ou dans Blonde Vénus, en pantalon ou short, elle continue son concert, mais avec des chansons plus provocantes.
Avec le pianiste Burt Bacharach, dont elle suit les conseils avec rigueur et discipline, et qui l'accompagne dans son tour de chant entre 1956 et 1965, le spectacle de Dietrich va se perfectionner et devenir véritable one-woman-show des plus ambitieux.

Le 26 novembre 1973, le critique canadien Dave Billington parle du spectacle de la star qui vient de se produire à Montréal en ces termes : 

« (...) Pendant plus d'une heure, sans interruption, sans artifice, sans solliciter un sentimentalisme bon marché, Marlene Dietrich fait son métier, passe tout à tour du message à la chanson d'amour, joue les vamps, fait de l'humour, dans un mélange parfait qui laisse le public avec le sourire d'un chat qui vient de se repaître de crème. (...) Oublions le phénomène et acceptons le fait que nous avons assisté à une prestation menée de main de maître. Le minutage, le mélange de chansons, les gestes de la main, l'éclairage, le maquillage distillaient les éléments pour lesquels les grands de la scène se font aimer du public. »

### Les tenues
En août 1953, Marlene Dietrich doit faire un essai de son spectacle à Las Vegas, et la costumière Irene, sa costumière préférée à la MGM, déjà responsable de ses tenues de scène au temps de l'USO, et dans La Scandaleuse de Berlin en 1948, n'est pas disponible. Travis Banton, qui réalise avec Dietrich des toilettes époustouflantes lors de sa période von Sternberg, est retiré des affaires. Elle se retourne alors vers Jean Louis, costumier de la Columbia, d'origine française, ce qui inspire confiance à la star, ayant l'habitude de s'habiller à Paris à l'époque. Cette coopération durera jusqu'à la fin de la carrière de la chanteuse, et le couturier l'habille aussi dans les films Une histoire de Monte Carlo en 1956 et Jugement à Nuremberg en 1961. L'entente entre ces deux personnes se passa bien et un contrat signé entre eux interdisait seulement à l'actrice de réutiliser les robes de Jean Louis dans les films qu'elle pourrait tourner.
Mais si Jean Louis avait la charge de la création des robes, c'est la couturière Elisabeth Courtney de la maison Western Costume qui les confectionne, du moins jusqu'en 1972, où Ray Aghayan la remplace.
Chacune des robes de la star coûtaient entre 20 000 et 40 000 dollars. Il n'y a pas de nom officiel donné aux robes de Dietrich, mais la presse, les proches ou la chanteuse elle-même en surnommèrent plusieurs en fonction de leurs caractéristiques. D'après Maria Riva, sa mère avait réfléchi avec la costumière Irène sur un fond de robe qui « contribuait à donner à Dietrich le corps sublime dont elle a rêvé toute sa vie », notamment lors des tournages des films Madame veut un bébé et Kismet, entre 1942 et 1944.
En 1944, le tissu est de la soie épaisse, mais à la fin de la décennie 1940, les maisons de textile italiennes, telles Baranccini, perfectionnent leurs tissus, notamment ce que Dietrich appelle le « souffle », une gaze ultra légère, délicate, vaporeuse, mais ferme comme un canevas, utilisée par la chanteuse jusqu'à la fin de sa carrière en 1975. La couleur est chair. C'est un sous-vêtement ultra fragile, qui existe en douzaines d'exemplaires d'après Maria Riva. Environ trois de ces corsets étaient prévus pour une seule robe, et la collection du Filmmuseum de Berlin renferme vingt-et-une robes de scène, donc une soixantaine de fonds de robe, sans compter les fonds de robe inachevés et tout le matériel nécessaire pour les situations d'urgence.
La mise en place de ce fond de robe est un travail qui requiert patience et rigueur, comme nous l'explique Maria Riva : « D'abord, elle enfilait le fond de robe par le bas, nous attachions la fine ceinture intérieure autour de sa taille, ensuite, elle plaçait le triangle élastique de l'entrejambe, l'ajustant bien entre les bords de la vulve pour minimiser la douleur causée par la tension inévitable. Elle se penchait en avant, les seins ballants, détachés du corps, glissant un bras dans l'une des emmanchures, puis l'autre. Ensuite, de la main, elle amenait ses seins tombants et les plaçait dans le soutien-gorge incorporé, coupé dans le biais du tissu, prenant soin d'insérer chaque bout de sein exactement au bon endroit. Une fois que les seins étaient positionnés à sa convenance, elle mettait ses mains en coupe pour les soutenir, les maintenait en place ainsi que le fond de robe, se relevait très rapidement et nous remontions la fermeture Eclair du dos. »
Ce fond de robe, quasi invisible, pouvait apparaître en deux endroits :
- À la base du cou, là où il s'arrêtait. Pour rendre cela impossible, Dietrich porte toujours un collier ras de cou ou des broderies ;
- Au niveau de la fermeture Éclair du dos, qui fermait ce fond de robe. Cette fermeture était masquée par celle de la robe, qui la superposait exactement.

Ce fond de robe présente néanmoins des limites pour Maria Riva, puisque « une fois qu'elle était à l'intérieur de ce moule, bien en place, fermeture Éclair remontée, ma mère se transformait en statue, respirant à peine, et le moindre mouvement devenait un luxe calculé et restreint. »

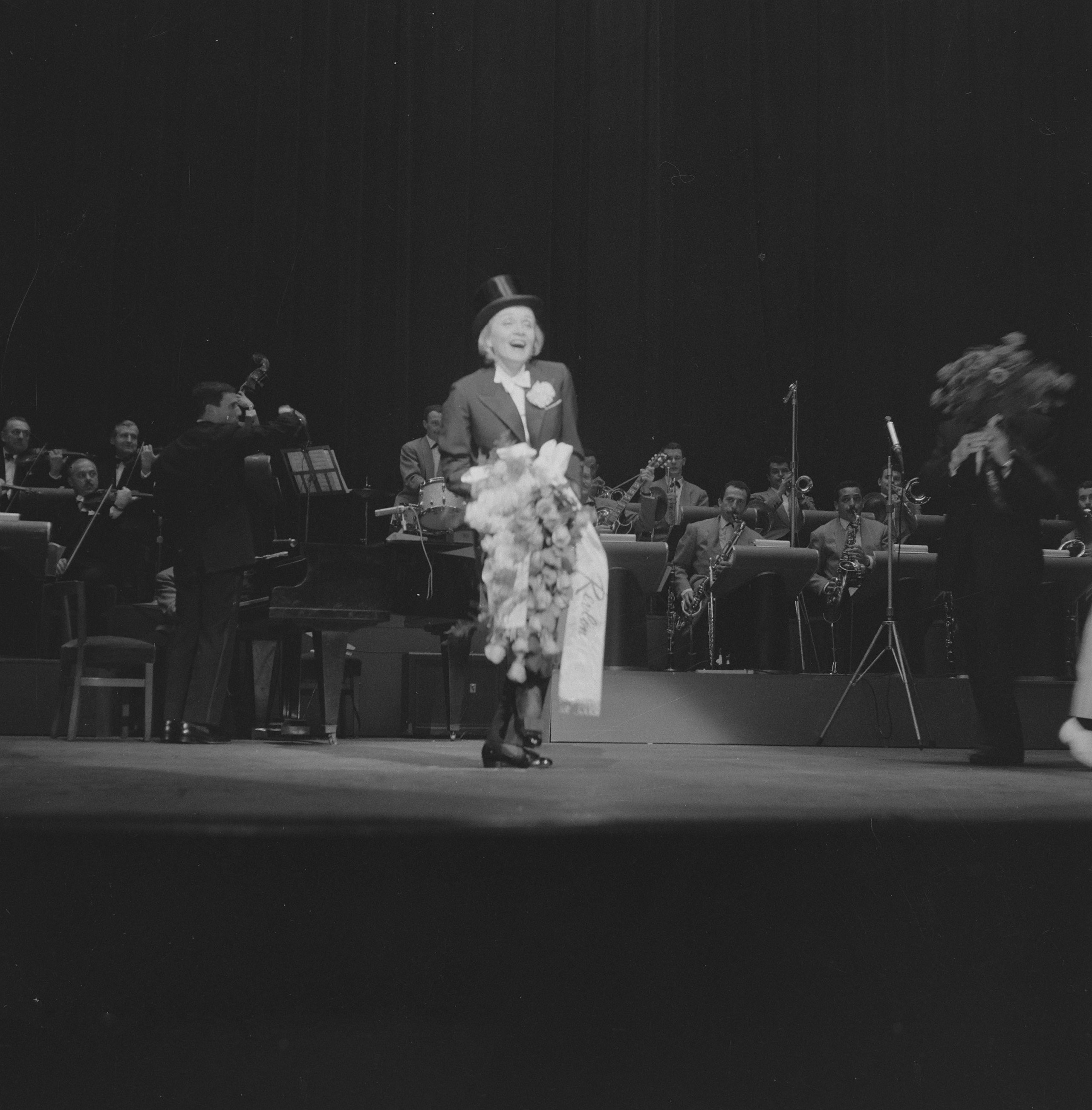
Marlene Dietrich en frac à Amsterdam le 28 mai 1960.

### Les années Vegas (1953-1962)
Après son premier triomphe au Sahara Hotel de Las Vegas entre le 15 décembre 1953 et le 4 janvier 1954, les plus grands hôtels de la ville signèrent avec la star un contrat tous les ans jusqu'en 1962. Chaque nouveau spectacle différait surtout par la tenue que portait la chanteuse, qui cherchait à créer l'événement, bien avant avec les chansons ou le show en lui-même. « Chaque fois que Dietrich passait à Las Vegas, elle essayait d'inventer de nouveaux effets, espérant retrouver ce moment où, apparaissant sur scène pour la première fois, le public muet de stupéfaction retenait son souffle ».
A New York, 993 Park Avenue, Dietrich possédait un penthouse depuis 1959.

### 1960: Allemagne et Israël
L'année 1960 est une année particulière pour la « seule Allemande connue à s'être publiquement opposée au régime nazi dans les années 1930 et 1940 », comme le rappelle sa fille Maria Riva en 2001. En effet, elle se produit pour la première fois en Allemagne depuis la fin du second conflit mondial. Au mois de mai, elle est mal accueillie à Hambourg d'abord, avec des lettres anonymes de menaces et un succès mitigé de son spectacle, puis à Berlin où une partie du public la qualifie de « traîtresse », certains tenant même des panneaux « Marlene go home » devant le théâtre. Néanmoins, le futur chancelier Willy Brandt lui exprime toute sa sympathie, comme le compositeur Friedrich Hollander, le compositeur des chansons de l'Ange bleu, qui n'était d'ailleurs nullement fâché avec elle, ayant écrit pour elle les titres du film la Scandaleuse de Berlin en 1948.
La même année, elle se rend en Israël pour chanter à Tel-Aviv puis à Jérusalem, où elle est notamment reçue par le dirigeant David Ben Gourion. Néanmoins, le producteur israélien lui demande de ne pas chanter en allemand, cette langue ravivant des blessures trop profondes pour nombre de spectateurs, Juifs expatriés d'Allemagne dans les années 1930, voire sauvés des camps d'extermination. Malgré tout, elle le fait et obtient un réel triomphe.

## Filmographie
- 1923 : Le Petit Napoléon (Der kleine Napoleon) ou Caprice de femme (So sind die Männer) de Georg Jacoby : Kathrin
- 1923 : Der Mensch am Wege de William Dieterle : la fille de commerçant
- 1923 : Tragödie der Liebe de Joe May : Lucy
- 1924 : Der Mönch von Santarem de Lothar Mendes
- 1924 : L'Étoile du cirque (Der Sprung ins Leben) de Johannes Guter : la jeune fille sur la plage
- 1925 : La Rue sans joie de G.W. Pabst[af]
- 1925 : Le Danseur de Madame (Der Tänzer meiner Frau) d'Alexander Korda : figurante danseuse
- 1926 : Manon Lescaut d'Arthur Robison : Micheline
- 1926 : Madame ne veut pas d'enfants (Madame wünscht keine Kinder) d'Alexander Korda : danseuses (non créditée)
- 1927 : Une Dubarry moderne / Le Mannequin du roi (Eine Dubarry von heute) d'Alexander Korda : Cocotte
- 1927 : Le Baron imaginaire (Der Juxbaron) de Willi Wolff : Sophie, sa fille
- 1927 : Tête haute, Charly ! (Kopf hoch, Charly!) de Willi Wolff : Edmée Marchand
- 1927 : Son plus grand bluff (Sein größter Bluff) de Henrik Galeen et Harry Piel : Yvette
- 1927 : Trois Nuits d'amour (Café Elektric) de Gustav Ucicky : Erni Göttlinger
- 1928 : Princesse Olala (Prinzessin Olala) de Robert Land : Chicotte de Gastoné
- 1929 : Je baise votre main, Madame / Mes hommages Madame (Ich küsse Ihre Hand, Madame) de Robert Land : Laurence Gerard / Lucille
- 1929 : L'Énigme / La Femme que l'on désire (Die Frau, nach der man sich sehnt.) de Curtis Bernhardt : Stascha
- 1929 : Le Navire des hommes perdus (Das, Schiff der verlorenen Menschen) de Maurice Tourneur : Ethel Marley
- 1929 : L'Ange bleu (Der Blaue Engel) de Josef von Sternberg : Lola-Lola
- 1930 : Gefahren der Brautzeit de Fred Sauer : Evelyne
- 1930 : Cœurs brûlés (Morocco) de Josef von Sternberg : Mademoiselle Amy Jolly
- 1931 : Agent X 27 (Dishonored) de Josef von Sternberg : Marie Kolverer alias X27
- 1932 : Shanghaï Express de Josef von Sternberg : Shanghaï Lily
- 1932 : Blonde Vénus de Josef von Sternberg : Helen Faraday alias Helen Jones
- 1933 : Le Cantique des cantiques (Song of Songs) de Rouben Mamoulian : Lily Czepanek
- 1934 : L'Impératrice rouge (The Scarlet Empress) de Josef von Sternberg : Princesse Sophia Frederica, Catherine II
- 1935 : La Femme et le Pantin (The Devil is a Woman) de Josef von Sternberg : Concha Perez
- 1936 : I Loved a Soldier de Henry Hathaway (film inachevé) : Anna Sedlak
- 1936 : Désir (Desire) d'Ernst Lubitsch et Frank Borzage : Madeleine de Beaupré
- 1936 : Le Jardin d'Allah (The Garden of Allah) de Richard Boleslawski : Domini Enfilden
- 1937 : Le Chevalier sans armure (Knight Without Armour) de Jacques Feyder : Alexandra
- 1937 : Ange (Angel) d'Ernst Lubitsch : Lady Maria Barker
- 1939 : Femme ou Démon (Destry Rides Again) de George Marshall : Frenchy
- 1940 : La Maison des sept péchés (Seven Sinners) de Tay Garnett : Bijou
- 1941 : La Belle Ensorceleuse (The Flame of New Orleans) de René Clair : Claire Ledeux
- 1941 : L'Entraîneuse fatale (Manpower) de Raoul Walsh : Fay Duval
- 1942 : Madame veut un bébé (The Lady Is Willing) de Mitchell Leisen : Elizabeth "Liza" Madden
- 1942 : Les Écumeurs (The Spoilers) de Ray Enright : Cherry Malotte
- 1942 : La Fièvre de l'or noir (Pittsburgh) de Lewis Seiler : Josie Winters
- 1944 : Kismet de William Dieterle : Jamilla
- 1944 : Hollywood Parade (Follow the Boys) d'A. Edward Sutherland : elle-même
- 1946 : Martin Roumagnac de Georges Lacombe : Blanche Ferrand
- 1947 : Les Anneaux d'or (Golden Earrings) de Mitchell Leisen : Lydia
- 1948 : La Scandaleuse de Berlin (A Foreign Affair) de Billy Wilder : Erika Von Schluetow
- 1949 : L'Ange de la haine (Jigsaw) de Fletcher Markle (apparition) : la patronne du club
- 1950 : Le Grand Alibi (Stage Fright) d'Alfred Hitchcock : Charlotte Inwood
- 1951 : Le Voyage fantastique (No Highway in the Sky) d'Henry Koster : Monica Teasdale
- 1952 : L'Ange des maudits (Rancho Notorious) de Fritz Lang : Altar Keane
- 1956 : Le Tour du monde en quatre-vingts jours (Around the World in Eighty Days) de Michael Anderson : la patronne du saloon
- 1957 : Une histoire de Monte Carlo (The Monte Carlo Story) de Samuel A. Taylor : Maria de Crevecoeur
- 1957 : Témoin à charge (Witness for the Prosecution) de Billy Wilder : Christine
- 1958 : La Soif du mal (Touch of Evil) d'Orson Welles : Tanya
- 1961 : Jugement à Nuremberg (Nuremberg) de Stanley Kramer : Mrs. Bertholt
- 1962 : Black Fox: The Rise and Fall of Adolf Hitler ou Le Renard noir (documentaire) de Louis Clyde Stoumen : narratrice
- 1964 : Deux Têtes folles (Paris When It Sizzles) de Richard Quine : elle-même (non créditée)
- 1978 : C'est mon gigolo (Schöner Gigolo, armer Gigolo) de David Hemmings : Baronne von Semering
- 1984 : Marlene de Maximilian Schell : témoignage audio

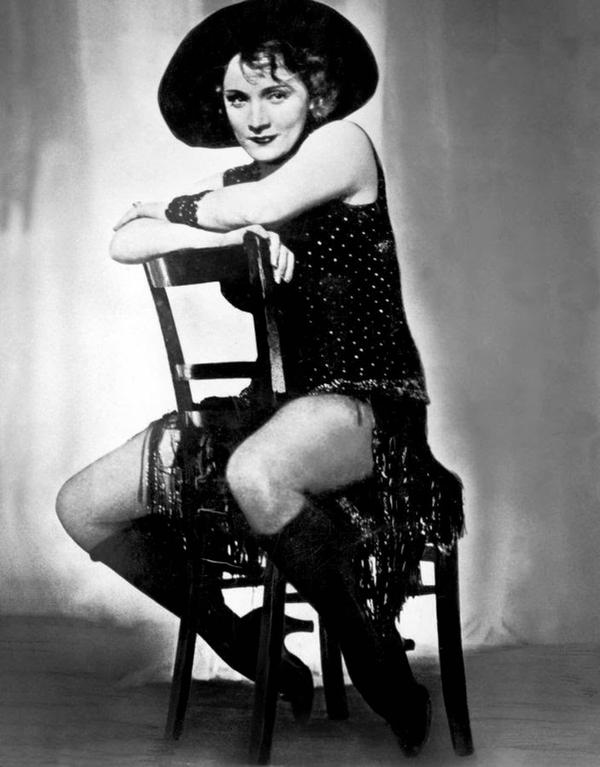
Photo de promotion pour L'Ange bleu (1929).
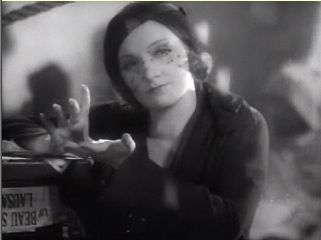
Morocco (1930).
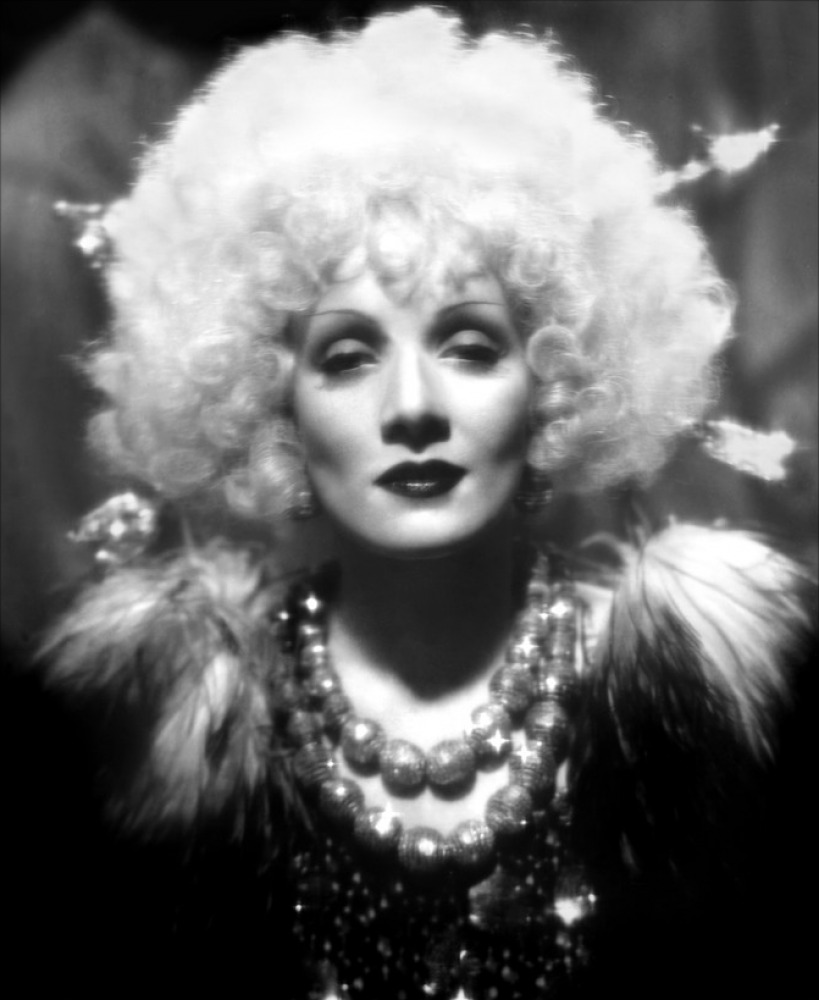
Blonde Vénus (1932).
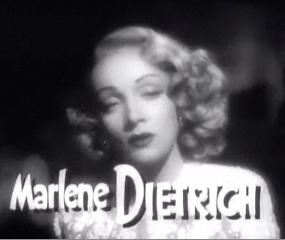
La Scandaleuse de Berlin (1948).
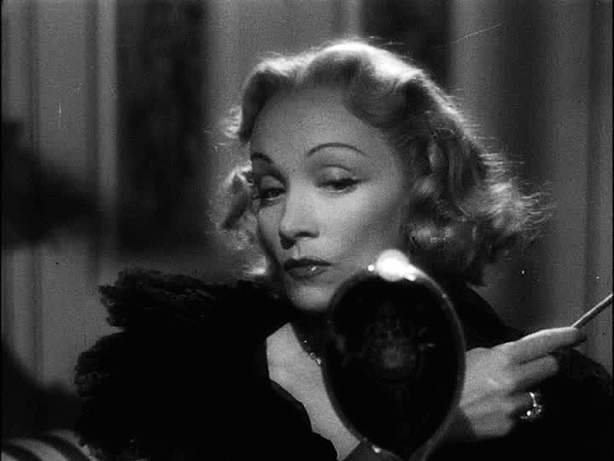
Le Grand Alibi (1950).
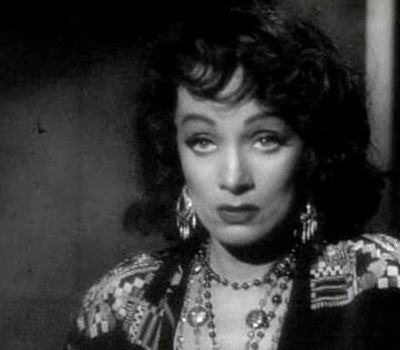
La Soif du mal (1958).
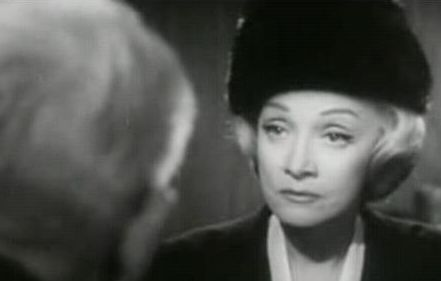
Jugement à Nuremberg (1961).
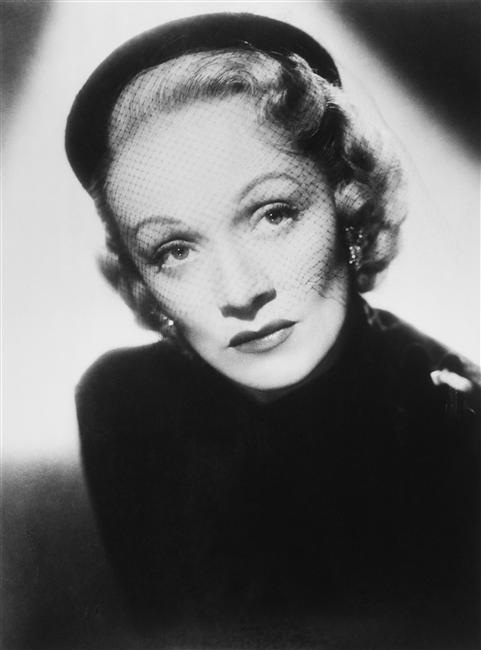
Marlene Dietrich en 1939 (photo studio Harcourt).

## Distinctions

### Décorations
- Médaille de la Liberté en 1947 (États-Unis) ;
- Chevalière de l'ordre de Léopold en 1965 (Belgique) ;
- Médaille de la bravoure en 1965 (Israël)[68],[69] ;
- Commandeure de l'ordre des Arts et des Lettres, chevalière en 1983 (France)[70] [réf. nécessaire] ;
- Commandeure de la Légion d'honneur en 1989, (France), officière en 1971, chevalière en 1949 ;
- Operation Entertainment Medal (États-Unis)[70] ;
- Chevalière de l'ordre national du Mérite (France)[70]
- Médaille de la Fashion Foundation of America (États-Unis).

Source : Musée de la mode de la Ville de Paris(sauf précisions)

### Récompenses
- Laurel Awards 1958 : Meilleure actrice dans un drame (2e place) pour Témoin à charge
- David di Donatello 1962 : récompense spéciale pour son rôle dans Jugement à Nuremberg
- Tony Awards 1968 : récompense spéciale pour son tour de chant à Broadway[72]
- Deutscher Filmpreis 1980 : prix honorifique pour sa contribution individuelle au cinéma allemand

### Nominations
- Oscars 1931 : Meilleure actrice pour Morocco[73]
- Golden Globes 1958 : Meilleure actrice dans un drame pour Témoin à charge

### Divers
- Le 8 février 1960, est inaugurée son étoile sur le Hollywood Walk of Fame, face au 6400 Hollywood Boulevard.
- Le 12 février 2010, une étoile lui est attribuée sur le Boulevard der Stars de Berlin.

## Hommages
« Vous trouverez le chapeau « Dietrich », le tailleur « Dietrich », les chaussures « Dietrich », le look « Dietrich ». »

### Cinéma
- En 1983, l'acteur et réalisateur autrichien[75] Maximilian Schell lui consacre un documentaire primé à de nombreuses reprises[76], intitulé Marlene, dans lequel l'actrice revient sur sa vie, sans pour autant apparaître en personne.
- En 1992, l'affiche du quarante-cinquième Festival de Cannes rend hommage à l'actrice avec une photographie réalisée en 1932 pour la promotion du film Shanghaï Express. Coïncidence, elle meurt le 6 mai 1992, le jour précédent l'ouverture de cette quarante-cinquième édition.
- En 1999, Marlene Dietrich est classée neuvième meilleure actrice de légende du cinéma par l’American Film Institute[3].

### Musique
- Son portrait apparaît sur la pochette de l'album des Beatles Sgt. Pepper's Lonely Hearts Club Band (1967).
- La chanson représentant Monaco au Concours Eurovision de la chanson 1970 et intitulé Marlène lui rend hommage.
- En 1974, le groupe Queen sort son deuxième album, appelé très sobrement Queen II, sur la couverture duquel Freddie Mercury imite la posture de Dietrich dans Shanghaï Express avec la photo sur laquelle elle tient ses mains croisées, les yeux vers le haut[77].
- En 1985, la chanteuse allemande Sandra obtient un important succès avec la chanson (I'll Never Be) Maria Magdalena, hommage à l'actrice, composée à la fin de l'année 1984 par son compagnon Michael Cretu.[réf. nécessaire]
- Marlene Dietrich tient une place particulière parmi les références de la chanteuse Madonna :
  - en 1990, la chanson Vogue, dans l'album I'm Breathless, est dédiée à l'âge d'or du cinéma et Marlene Dietrich est citée dans les paroles. Le clip, en noir et blanc, nous montre Madonna prenant les pauses sophistiquées qu'adoptait Dietrich sur ses photos des années 1930 ;
  - en 1993, lors de sa tournée mondiale The Girlie Show World Tour, Madonna divise son spectacle en quatre tableaux. Le deuxième tableau, Studio 54, voit la chanteuse porter une immense perruque blonde afro, comme Dietrich dans le film Blonde Vénus. Le troisième tableau, intitulé Weimar Cabaret, est une référence au Berlin des années 1920 et un hommage direct à Marlene Dietrich, décédée l'année précédente. Madonna est vêtue à la Dietrich, avec un frac et un haut-de-forme, et chante Like a Virgin sur l'air de Falling in Love Again, rengaine de L'Ange bleu. À cette époque, Madonna reproduit également plusieurs photos de Marlène Dietrich[78],[79].
  - en 2003, Madonna rend une nouvelle fois hommage à Marlène Dietrich dans son clip American Life[80].
  - en 2013 Madonna s'habille comme elle dans Cœurs brûlés, pour le lancement sa tournée MDNA tour[81].
- En France, de nombreuses chansons évoquent l'actrice :
  - dès 1938, Ah ! Si vous connaissiez ma poule, popularisée par Maurice Chevalier, la cite par son prénom seulement : « Ah! si vous connaissiez ma poule, vous en perdriez tous la boule ! Marlène et Darrieux n'arrivent qu'en deux. La Greta Garbo peut même retirer son chapeau ! »[82].
  - en 1968, Claude Nougaro parle de l'actrice dans La pluie fait des claquettes : « aussi douce que Marlene, aussi vache que Dietrich. »
  - en 1973, dans Au pays des merveilles de Juliet, dédiée à Juliet Berto, Yves Simon parle des « superstars et des petites-filles de Marlène. »
  - en 1983, Didier Barbelivien écrit et compose pour Hervé Vilard T'es pas Dietrich.
  - en 1986, la chanteuse Jeanne Mas crée Mourir d'ennui en hommage à Dietrich. Cette chanson fait l'ouverture de ses spectacles en 1987 (« L'alcool la séduit / Marlène amoureuse / La pleine lune aussi / Meurent d'ennui. »).
  - dans Marlène[ag] le groupe de rock Noir Désir évoque son engagement antinazi mais aussi sa beauté qui fait « saigner et s'accrocher les cœurs des soldats. »
  - En 1993 Marie Laforêt rend hommage à Marlène Dietrich dans sa chanson Bis bald Marlène figurant sur l'album Reconnaissances, chanson qu'elle reprend lors de son récital aux Bouffes Parisiens (2005). En 1972, Marie Laforêt enregistre une version Schubertienne dans son orchestration de Lily Marlène (Album Polydor 1972 Prière pour aller au paradis). La même année Marie Laforêt en propose une version moins classique et plus dans une tessiture de voix mezzo sur scène dans ses récitals (Tête de l'Art, Festival de Spa) et à la télévision française lors d'un Top à Jean-Claude Brialy (janvier 73).
  - Jean-Jacques Debout, en 2013, a écrit et composé Marlène, Marlène, présente sur son album Bourlingueur des étoiles.

### Toponymes
- En novembre 1997, la ville de Berlin, après l'avoir pratiquement chassée, fait un mea culpa posthume en lui dédiant la Marlene-Dietrich-Platz[83] (où se situe le Theater am Potsdamer Platz accueillant la Berlinale), non loin du Filmmuseum Berlin.
- En 2002, le Conseil de Paris décide de nommer place Marlène-Dietrich un carrefour du 16e arrondissement. Cette place est inaugurée officiellement le 12 juin 2003.

### Divers
- L'astéroïde (1010) Marlene, découvert en 1923 et alors désigné 1923 PF, est ensuite nommé en son honneur[84].
- Le 14 août 1997, la Deutsche Post (la poste allemande) émet un timbre à l’effigie de Marlene Dietrich, d’une valeur faciale de 110 pfennigs pour la série d’usage courant Femmes de l'histoire allemande.
- En 2007, la gamme de stylos Mont Blanc crée un stylo en son hommage[85].

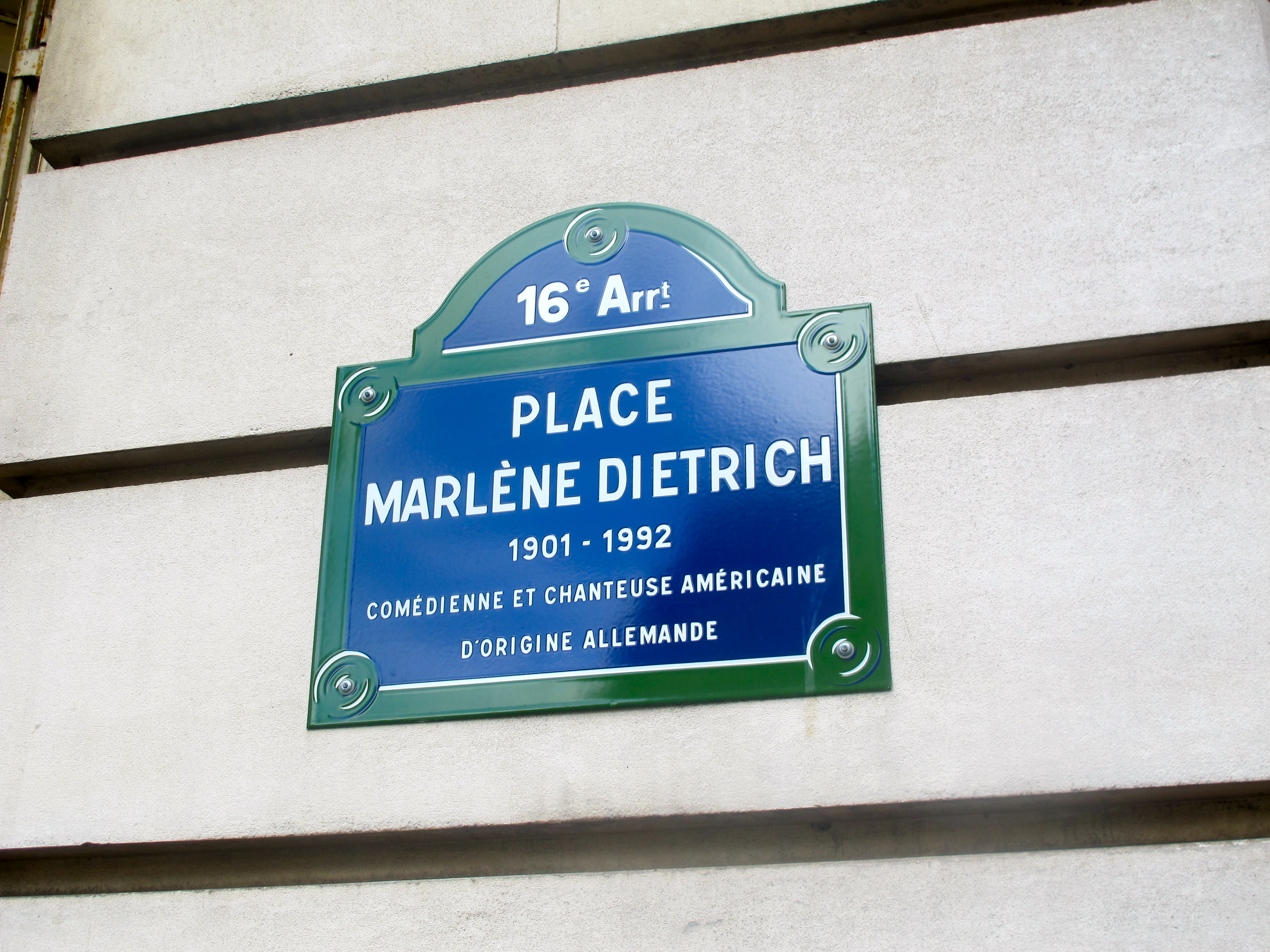
Plaque de la place Marlène-Dietrich à Paris dans le 16e arrondissement.
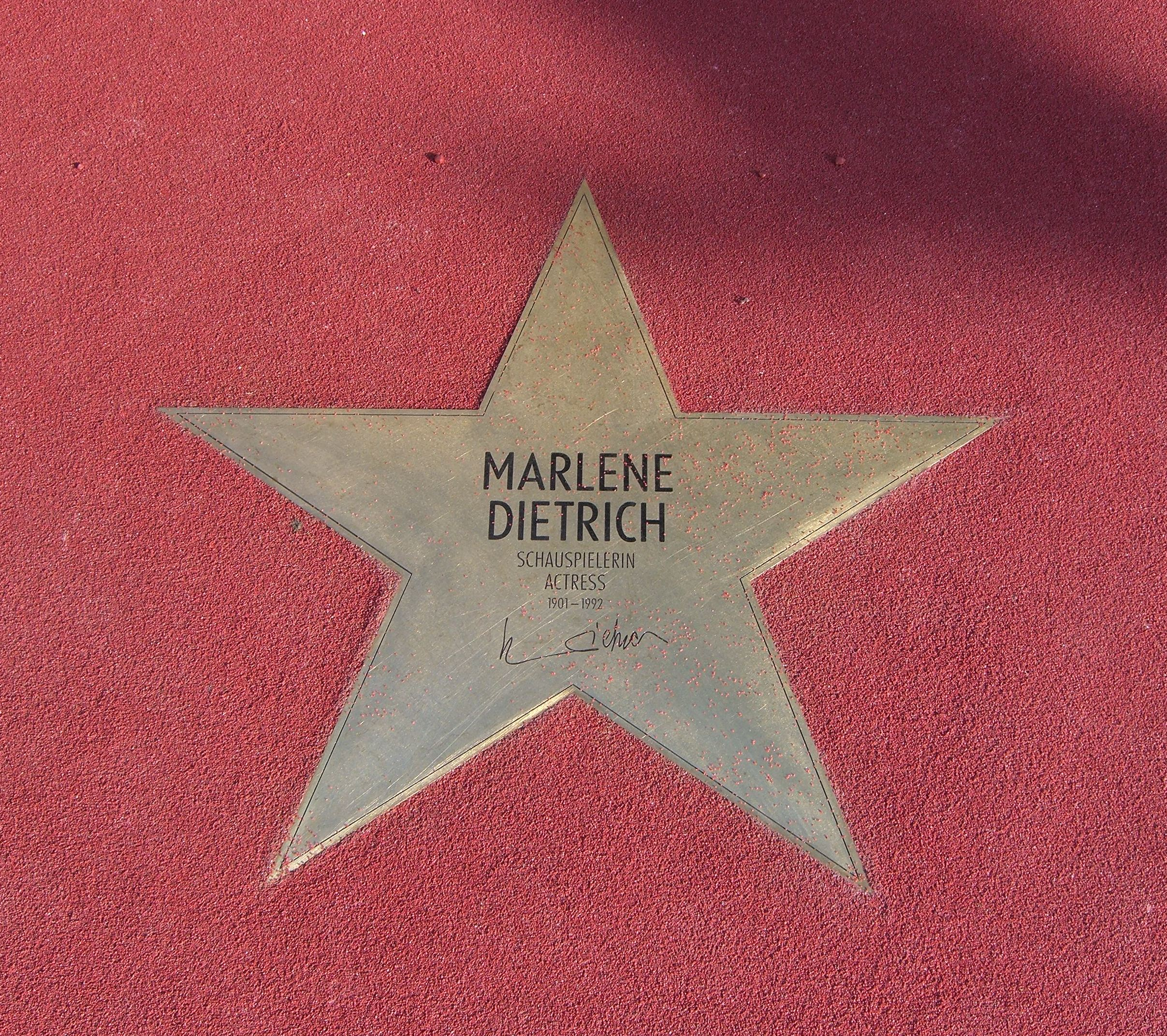
Étoile de Marlene Dietrich sur le Boulevard der Stars à Berlin.
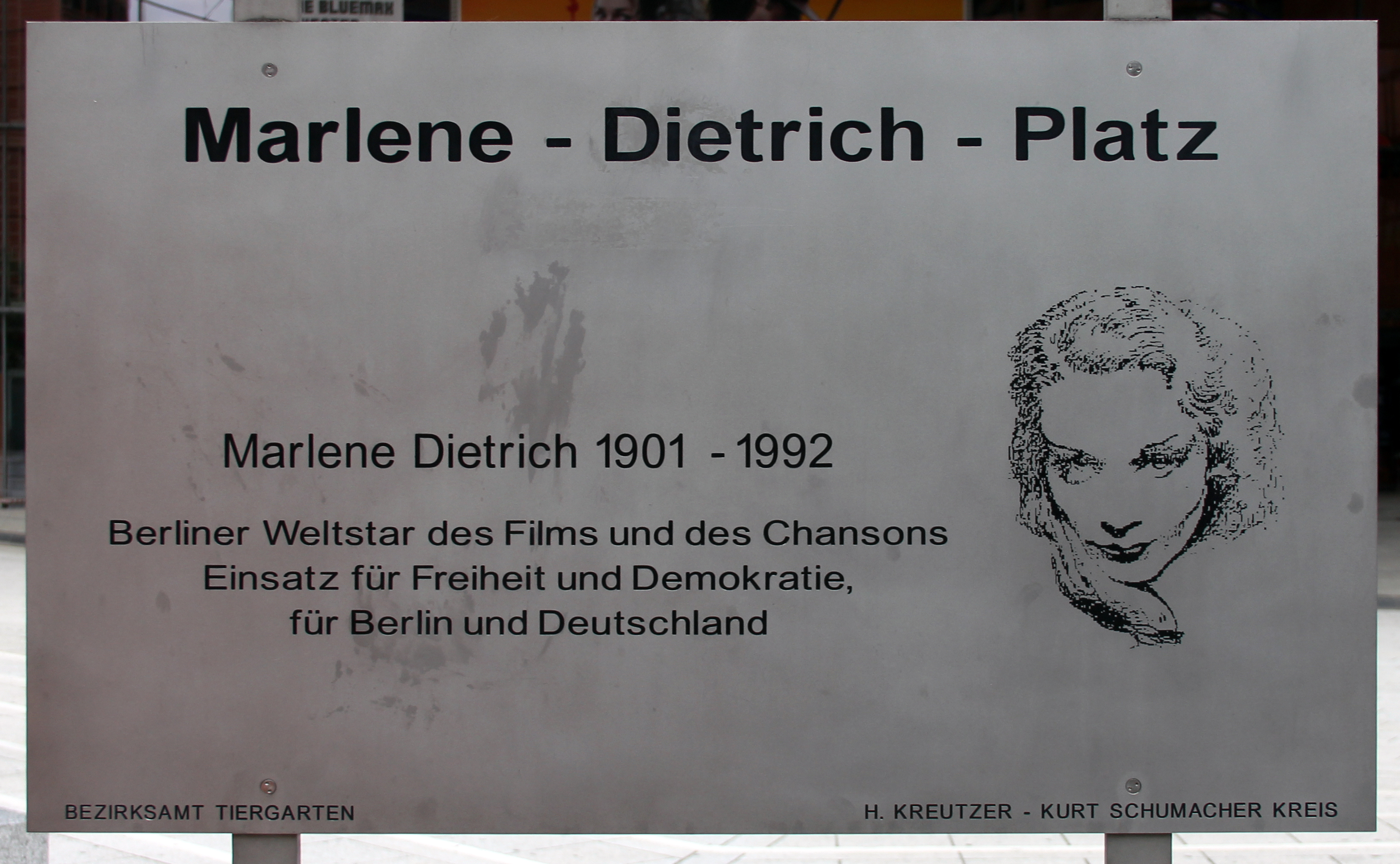
Plaque commémorative de Marlene Dietrich, sur la Marlene-Dietrich-Platz, à Berlin-Tiergarten, Allemagne.

## Parodie
- En 1969, Helmut Berger se travestit en Lola-Lola, personnage de L'Ange bleu, dans le film Les Damnés, de Luchino Visconti.
- En 1972, Bob Fosse s'inspire de l'ambiance du film L'Ange bleu, et son actrice Liza Minnelli reprend la posture de Dietrich sur un tonneau – mais elle sur une chaise – dans une des scènes du film Cabaret.
- En 1978, Michel Serrault se travestit en Dietrich dans l'Ange Bleu, dans un des tableaux de son spectacle au sein du cabaret La Cage aux folles dans le film éponyme.
- En 1981, dans une scène du film Les hommes préfèrent les grosses de Jean-Marie Poiré, l'actrice Ariane Lartéguy se coiffe d'une casquette blanche et essaie une veste de la même couleur que lui offre Daniel Auteuil, et dit « ça fait Marlene Dietrich », se référant ainsi à une des tenues que porte l'actrice dans le film La Maison des sept péchés de Tay Garnett, tourné en 1940.

## Marlene Dietrich dans la fiction
- En 1977, l'actrice allemande Margit Carstensen l'incarne dans la comédie Adolf und Marlene d'Ulli Lommel[ah] ;
- En 1991, l'actrice croate Ksenija Prohaska l'incarne dans le film dramatique Bugsy avec Warren Beatty
- 1999-2018 l'actrice Ksenija Prohaska l'incarne on le monoshow biopic avec musique "Marlene Dietrich", pour la réalisation du directeur Ivan Leo Lemo (Theatre National Croatie du Split) : en 4 langues, croate, italien, anglais et espagnol.
- En 1994, Patricia Kaas fit des essais pour jouer le rôle de Marlene dans un film tourné par Stanley Donen. Faute de financement, le projet n'aboutit pas[86] ;
- En 2000, l'actrice allemande Katja Flint joue son rôle dans le biopic que lui consacre Joseph Vilsmaier, Marlene ;
- En 2006, l'actrice Gwyneth Paltrow est approchée pour incarner la star dans un biopic qui lui serait consacré, scénarisé par Jess Money, puis par Andrew Davis, d'après la biographie de sa fille Maria Riva[87]. Le projet demeure à l'état d'ébauche à ce jour, malgré l'intervention de Luc Besson en 2011[88].
- En 2007, c'est la comédienne Caroline Silhol qui l'incarne dans La Môme d'Olivier Dahan ;
- En 2014, la société de production Annapurna Pictures réfléchit à une mini-série sur l'Hollywood des années 1930, centrée sur Greta Garbo et Marlene Dietrich, et écrite par deux anciennes scénaristes de The L Word[89].
- En 2017, c'est la comédienne Luana Kim qui l'incarne dans Marlène Dietrich, les nuits blanches de l'Ange bleu de Luana Kim dans une mise en scène d'Olivier Bruaux et de l'auteure; La pièce de théâtre se joue encore en 2018 au Théâtre Trévise, au Théâtre de Verdure de Rosny-sous-Bois et au Théâtre du Nord-Ouest et est éditée chez EdiLivres.
- En 2019, l'artiste Marc Engelhard a créé en son honneur un portrait sur papier sulfurisé non blanchi intitulé La Diva Prussienne[90].
- En 2024, c'est l'actrice suisse Sunnyi Melles qui incarne le rôle de Marlene Dietrich dans la mini-série Becoming Karl Lagerfeld.